# Протон (ракета-носитель)
«Прото́н» (УР-500 — Универсальная ракета, «Протон-К», «Протон-М») — ракета-носитель (РН) тяжёлого класса, предназначенная для выведения автоматических космических аппаратов на орбиту Земли и далее в космическое пространство. Разработана в 1961—1967 годах в подразделении ОКБ-23 (ныне ГКНПЦ имени М. В. Хруничева), являвшимся частью ОКБ-52 В. Н. Челомея.
Исходный двухступенчатый вариант носителя «Протон» (УР-500) стал одним из первых носителей средне-тяжёлого класса, а трёхступенчатый «Протон-К» — тяжёлого.
РН «Протон» явилась средством выведения всех советских и российских орбитальных станций «Салют-ДОС» и «Алмаз», модулей станций «Мир» и МКС, планировавшихся пилотируемых космических кораблей ТКС и Л-1/«Зонд» (советской лунно-облётной программы), а также тяжёлых ИСЗ различного назначения и межпланетных станций.
С середины 2000-х годов основной модификацией ракеты-носителя «Протон» стала РН «Протон-М», используемая для запуска как российских, так и коммерческих иностранных космических аппаратов (КА).
В июне 2018 года генеральный директор «Роскосмоса» Дмитрий Рогозин поставил задачу прекратить производство ракеты-носителя «Протон» после выполнения заключенных контрактов, далее использовать исключительно РН «Ангара». 24 декабря 2019 года было прекращено производство двигателей для первой ступени РН «Протон».
Ракета-носитель «Протон-М» будет эксплуатироваться до 2025 года как в коммерческих, так и в государственных пусках.

## Классификация грузоподъёмности
| Модификация               | Класс   | ПН на НОО, кг   | ПН на ГПО-1500, кг | ПН на ГПО-1800, кг | ПН на ГСО, кг | Ступеней | Количество блоков 1-й ступени |
| ------------------------- | ------- | --------------- | ------------------ | ------------------ | ------------- | -------- | ----------------------------- |
| «Протон» (УР500)          | Средний | 8 400           |                    |                    |               | 2        | 1 центральный + 6 боковых     |
| «Протон-К» (УР500К)       | Тяжёлый | 19 760 — 20 900 | 4 350 — 4 900      |                    | 1 880         | 3        | 1 центральный + 6 боковых     |
| «Протон-М»                | Тяжёлый | 23 700          | 6 350              | 7 100              | 3 300         | 3        | 1 центральный + 6 боковых     |
| (проект) «Протон Средний» | Средний |                 | 5 000              | 5 500              | 2 200         | 2        | 1 центральный + 6 боковых     |
| (проект) «Протон Лёгкий»  | Лёгкий  |                 | 3 600              | 4 170              | 1 450         | 2        | 1 центральный + 4 боковых     |

Все варианты с 4-х метровым головным обтекателем.

## История создания
В начале 1960-х годов руководство СССР было заинтересовано в создании ракет, способных выводить в космос большую полезную нагрузку военного назначения, а также нести боеголовку в несколько десятков мегатонн в тротиловом эквиваленте. Проекты на разработку этих ракет представили все конструкторские бюро (КБ): КБ С. П. Королёва, которое в то время уже работало над межконтинентальной баллистической ракетой (МБР) Р-9, представило проект тяжёлой «лунной» ракеты Н-1; КБ М. К. Янгеля предложило проект унифицированных МБР Р-46 и тяжёлой РН Р-56 со стартовой массой 1165—1421 т; опытное конструкторское бюро № 52 (ОКБ-52) под руководством В. Н. Челомея предлагало создать семейство ракет различной стартовой массы для широкого диапазона забрасываемого груза: МБР лёгкого класса УР-100 («Универсальная Ракета»), МБР среднего класса УР-200, МБР тяжёлого класса УР-500 и сверхмощную РН УР-700.

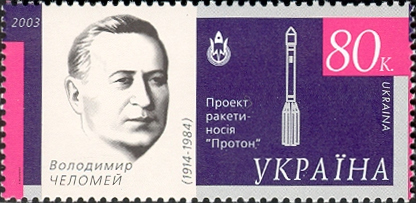
В. Н. Челомей и РН «Протон» на почтовой марке Украины, 2003 год

Благодаря настойчивости Владимира Челомея, в соответствии с Постановлениями ЦК КПСС и СМ СССР 16 марта и 1 августа 1961 г., ОКБ-52 начало проектирование стратегической МБР УР-200 (8К81). Годом позже, по Постановлению ЦК КПСС и СМ СССР № 409—183 от 29 апреля 1962 г., в ОКБ-23 (в настоящее время КБ «Салют», подразделение ГКНПЦ им. М. В. Хруничева), вошедшем в состав ОКБ-52 как филиал № 1 (3 октября 1960 года), началось проектирование ракеты УР-500. Главным конструктором УР-500 был назначен Павел Ивенсен. В 1962 году эту должность занял Юрий Труфанов, а затем — Дмитрий Полухин, ставший впоследствии Генеральным конструктором КБ «Салют». Ведущим конструктором (ответственным исполнителем) проекта всё это время оставался Виталий Выродов. На разработку ракеты отводилось три года.
По первоначальному проекту УР-500 представляла собой четыре параллельно соединённые двухступенчатые ракеты УР-200 с третьей ступенью, изготовленной на базе модифицированной второй ступени УР-200. После тщательной проработки этого варианта оказалось, что такая конструкция ракеты не позволяет достичь желаемой относительной грузоподъёмности. Проведя углубленную проработку концепции ракеты, ОКБ-23 начало разработку УР-500 по трёхступенчатой схеме с последовательным (тандемным) расположением ступеней. Тем не менее, как и предполагалось на начальном этапе, в качестве верхних ступеней было решено применить модифицированный вариант УР-200.
Ракета разрабатывалась как в боевых вариантах: глобальной орбитальной и межконтинентальной баллистической ракеты (12 000 км) для поражения сверхмощной термоядерной головной частью (индекс — 8Ф17, мощность — 150 мегатонн) особо важных целей в любой точке планеты, так и в варианте ракеты-носителя тяжёлых спутников.
Согласно конструктивно-компоновочной схеме, ракета изготовлялась на Машиностроительном заводе им. М. В. Хруничева и транспортировалась в разобранном виде железнодорожным транспортом на «Байконур». Диаметр центральных блоков ракеты был определён по размеру железнодорожного габарита погрузки — 4100 мм. В то же время, длина конструкции центрального блока первой ступени была определена необходимым объёмом окислителя в ускорителе первой ступени и длиной железнодорожного крупногабаритного груза.
Двигатели первой ступени, ЖРД РД-253, были разработаны в КБ Энергетического машиностроения (генеральный конструктор В. П. Глушко). Этот двигатель был отвергнут С. П. Королёвым для использования в ракете Н-1 из-за токсичности компонентов его топлива и недостаточного удельного импульса. Было решено, что после некоторой переделки РД-253 будет использован на первой ступени УР-500. Для боевого варианта проектировался в том числе и маневрирующий боевой блок АБ-500.
В разработку новой ракеты были вовлечены и другие конструкторские бюро: КБ Химавтоматики изготовляло двигатели второй и третьей ступени (главный конструктор С. А. Косберг, а затем А. Д. Конопатов), «НИИ Автоматики и Приборостроения» — систему управления и электроавтоматики, КБ «Рубин» и КБ «Восход» — рулевые приводы, управляющие отклонением двигателей всех ступеней, НИИ Приборостроения — систему опорожнения баков, НИИ Точной механики — систему безопасности РН и КБ Киевского завода «Арсенал» — систему прицеливания.

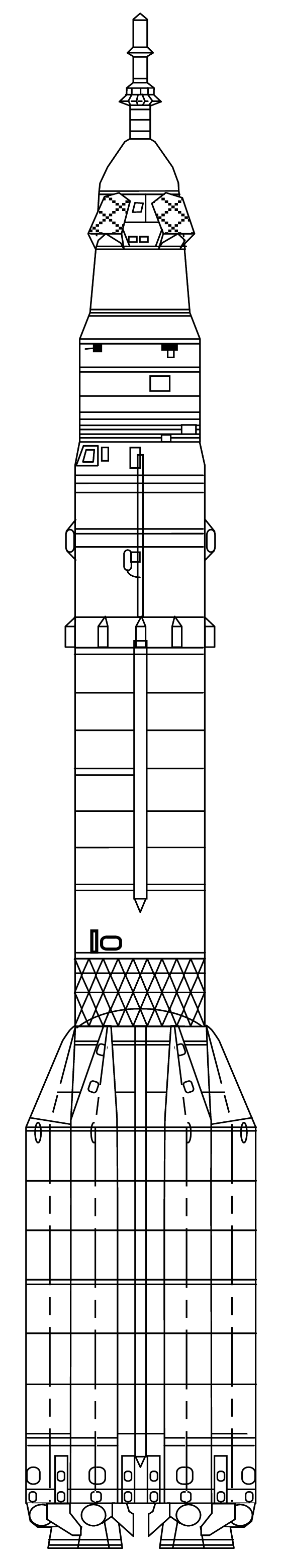
Протон-К в варианте для запуска КК 7К-Л1

Разработка ракеты горячо поддерживалась Н. С. Хрущёвым. Однако после его отставки было принято решение о прекращении работ по ракете УР-200, аналогичной по возможностям МБР Р-9 С. П. Королёва. Так как УР-500 включала в себя вариант УР-200, такая же участь грозила и ей. Тем не менее, благодаря твёрдой позиции академика М. В. Келдыша, в конце концов было решено использовать УР-500 как тяжёлый носитель для космических аппаратов.
В начале 1964 года были начаты работы по монтажу технологического оборудования наземного стартового комплекса на Байконуре. Первый пуск ракеты с использованием наземного оборудования состоялся 15 мая 1964 года. Проект межконтинентальной баллистической ракеты УР-500 был прекращён в 1964 году.
Первый пуск с космическим аппаратом на новой двухступенчатой РН УР-500 состоялся 16 июля 1965 года с космическим аппаратом Н-4 № 1 «Протон-1». Этот спутник массой 12,2 т, кроме ионизационного калориметра СЭЗ-14 (Спектр, Энергия, Заряд до 1014 эВ) массой около 7 т и других служебных модулей, также включал часть агрегатов второй ступени. Таким образом, без агрегатов второй ступени, масса полезной нагрузки РН УР-500 равнялась 8,4 т. Всего в 1965—1966 годах были выполнены четыре запуска спутников «Протон». Хотя официально ракета была названа «Геркулес» (или, по другим данным, «Атлант»), в прессе она упоминалась по имени своей первой полезной нагрузки — «Протон».

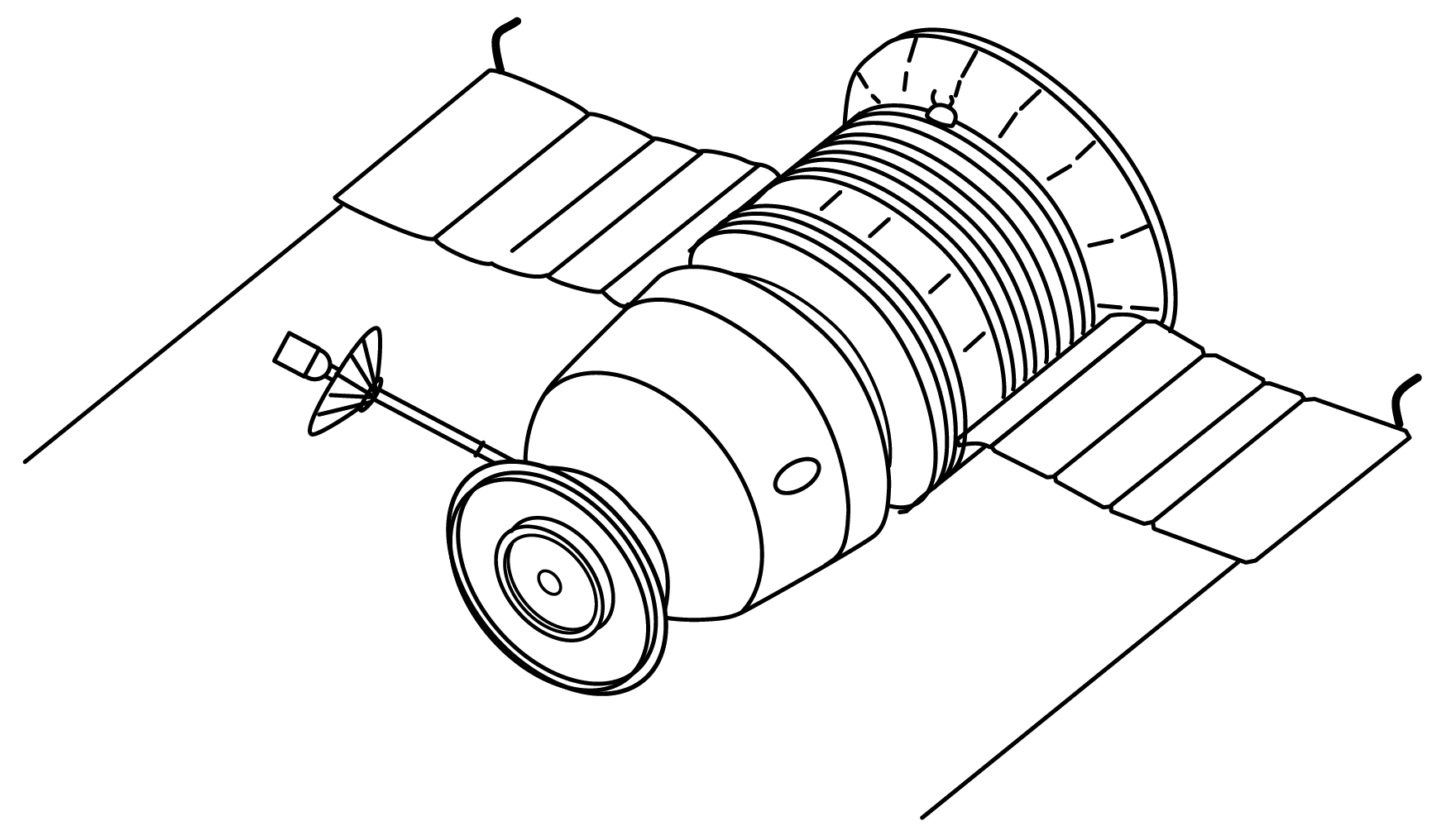
Корабль «Союз 7K-Л1» (Зонд)

Начиная с июля 1965 года началась разработка трёхступенчатого варианта РН УР-500К (8К82К «Протон-К»). Новая РН была также разработана в филиале № 1 ОКБ-52. РН «Протон-К» должна была использоваться для вывода на отлётную траекторию новых КА для облёта Луны. Кроме того, начались работы над четвёртой ступенью РН «Протон-К» на базе пятой ступени ракеты-носителя Н-1, получившей название блок Д. Согласно этому проекту (УР-500К-Л-1), двухсекционный корабль 7К-Л1 (вариант «Союза») выводился на отлётную траекторию для полёта к Луне, совершал облёт Луны и благополучно возвращался. Полёты были запланированы сначала в беспилотном, а затем в пилотируемом вариантах.
Первый пуск трёхступенчатой ракеты «Протон-К» был произведён 10 марта 1967 года с блоком Д и КК 7К-Л1П («Космос-146»), прототипом будущего лунного корабля 7К-Л1. Эта дата считается днём рождения РН «Протон-К».
Из 11 запусков 7К-Л1 только полёт КА «Зонд-7» был признан полностью успешным, что означает, что общая вероятность совершения облёта Луны и приземления на территории Советского Союза составила не более 9 %. В остальных 10 пусках в пяти случаях миссии не были завершены по вине «Протона-К» и ещё пять миссий — по вине 7К-Л1. В результате из-за большого количества неудач с Н-1, «Протоном» и 7К-Л1 и того, что «Аполлон-11» успешно прилунился 20 июля 1969 года, было решено свернуть советскую лунную программу.
Кроме того, из-за большого количества аварий на начальном этапе лётных испытаний (с марта 1967 года по август 1970 года было произведено всего лишь 6 полностью успешных пусков из 21-го) РН «Протон-К» была принята на вооружение только в 1978 году, после 61-го пуска.
«Протон-К» с разгонным блоком Д регулярно использовалась для запуска различных научных, военных и гражданских космических аппаратов. Трёхступенчатый «Протон-К» использовался для выведения полезной нагрузки на низкие орбиты, четырёхступенчатый — для выведения космических аппаратов на высокоэнергетические орбиты. В зависимости от модификации ракета была способна вывести до 21 т полезной нагрузки на орбиту высотой 200 км и до 2,6 т на геостационарную орбиту. Производство «Протона-К» прекращено. Последняя РН этой серии была выпущена в конце 2000-х годов и хранилась в арсенале. Её пуск был произведён 30 марта 2012 года для вывода на орбиту последнего спутника серии УС-КМО с помощью последнего РБ версии ДМ-2. В общей сложности с 1967 по 2012 год РН «Протон-К» стартовала 310 раз и производилась в ГКНПЦ им. М. В. Хруничева.
С 2001 года в ГКНПЦ им. М. В. Хруничева выпускается более современная модификация ракеты — 8К82КМ «Протон-М». Новый вариант РН «Протон» отличается повышенной экологичностью, цифровой системой управления и новым разгонным блоком 14С43 «Бриз-М», что позволило заметно увеличить полезную нагрузку при выведении на геопереходную и геостационарную орбиты. Модифицированная версия позволяет устанавливать обтекатели больших размеров по сравнению с «Протон-К».
В сентябре 2016 года Центр им. М. В. Хруничева объявил о расширении продуктовой линейки ракет-носителей «Протон» с разгонным блоком (РБ) «Бриз-М». Для этого планировалось создать новые двухступенчатые модификации ракеты-носителя — «Протон Medium» (способна выводить на ГСО грузы до 2,2 т) и «Протон Light» (способна выводить на ГСО грузы до 1,45 т).
В апреле 2017 года гендиректор Центра им. Хруничева Андрей Калиновский на вопрос о новой ракете «Протон Light» сказал: «Мы презентовали её на международном рынке, но были вынуждены отложить её создание. Изначально я считал, что именно эта версия будет наиболее востребованной. Однако, проанализировав интерес потенциальных заказчиков, оказалось, что наибольшее внимание приковано к варианту Medium…». Упомянул он тогда и «огромные долги» предприятия. Летом того же 2017 года вместо него назначен Алексей Варочко. Осенью 2020 он сообщил, что до конца 2021 года будет изготовлено 11 ракет «Протон-М», после чего производство всего семейства ракет будет прекращено, а от использования РН Протон-М откажутся к 2025 году в пользу семейства ракет «Ангара». В мае 2022 он подтвердил: «…продолжается сборка ракет-носителей «Протон», осталось собрать ещё четыре. С учётом декабрьского <конца 2021 года> пуска «Протона» со спутниками «Экспресс» и уже собранных ракет-носителей нам осталось осуществить 13 пусков». Так производство ракет завершилось в 2022 году.

## Конструкция
Первый вариант ракеты-носителя «Протон» был двухступенчатым. Последующие модификации ракеты, «Протон-К» и «Протон-М», запускались либо в трёх- (на опорную орбиту), либо в четырёхступенчатом вариантах (с разгонным блоком).

### РН УР-500

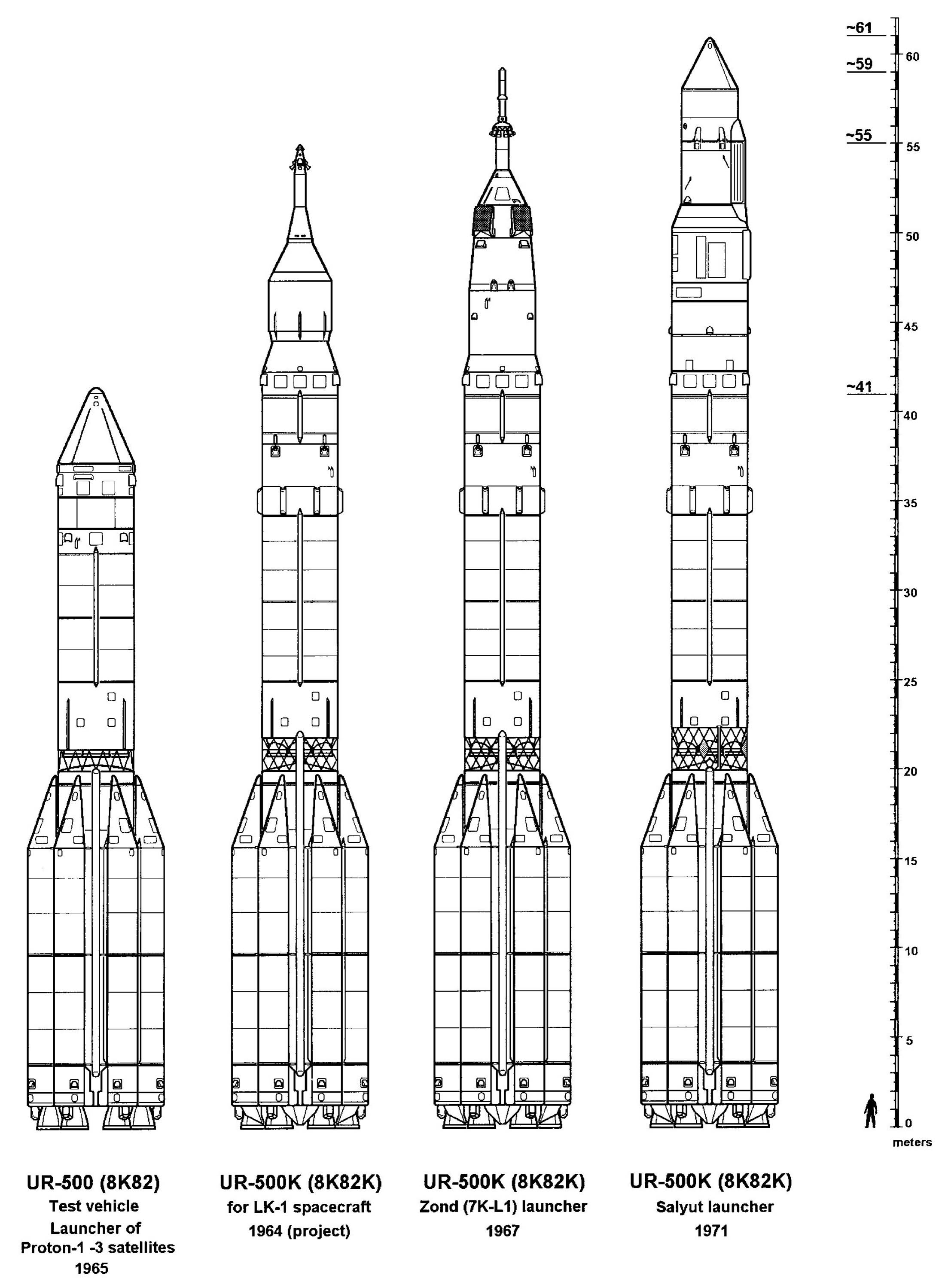
Различные версии РН УР-500 и РН «Протон-К»

Ракета-носитель УР-500 («Протон», индекс ГРАУ 8K82) состояла из двух ступеней, первая из которых была разработана специально для этой РН, а вторая унаследована от проекта ракеты УР-200. В этом варианте РН «Протон» была способна выводить 8,4 т полезного груза на низкую околоземную орбиту.

#### Первая ступень
Первая ступень состоит из центрального и шести боковых блоков (разделение не происходит), расположенных симметрично вокруг центрального. Центральный блок включает в себя переходный отсек, бак окислителя и хвостовой отсек, в то время как каждый из боковых блоков ускорителя первой ступени состоит из переднего отсека, бака горючего и хвостового отсека, в котором закреплён двигатель. Таким образом, двигательная установка первой ступени состоит из шести автономных маршевых жидкостных ракетных двигателей (ЖРД) РД-253. Двигатели имеют турбонасосную систему подачи топлива с дожиганием генераторного газа. Запуск двигателя осуществляется путём прорыва пиромембран на входе в двигатель.

#### Вторая ступень
Вторая ступень имеет цилиндрическую форму и состоит из переходного, топливного и хвостового отсеков. Двигательная установка второй ступени включает в себя четыре автономных маршевых ЖРД конструкции С. А. Косберга: три РД-0210 и один — РД-0211. Двигатель РД-0211 является доработкой двигателя РД-0210 для обеспечения наддува топливного бака. Каждый из двигателей может отклоняться на угол до 3° 15' в тангенциальных направлениях. Двигатели второй ступени также имеют турбонасосную систему подачи топлива и выполнены по схеме с дожиганием генераторного газа. Общая тяга двигательной установки второй ступени составляет 2352 кН в вакууме. Двигатели второй ступени запускаются раньше начала выключения маршевых ЖРД первой ступени, что обеспечивает «горячий» принцип разделения ступеней. Как только тяга двигателей второй ступени превышает остаточную тягу ЖРД первой ступени, происходит подрыв пироболтов, соединяющих фермы ступеней, ступени расходятся, а продукты сгорания из камер ЖРД второй ступени, воздействуя на тепловой экран, тормозят и отталкивают первую ступень.

### РН «Протон-К»
Ракета-носитель «Протон-К» была разработана на базе двухступенчатой РН УР-500 с некоторыми изменениями на второй ступени и с добавлением третьей и четвёртой ступеней. Это позволило увеличить массу ПН на низкой околоземной орбите, а также выводить космические аппараты на более высокие орбиты.

#### Первая ступень

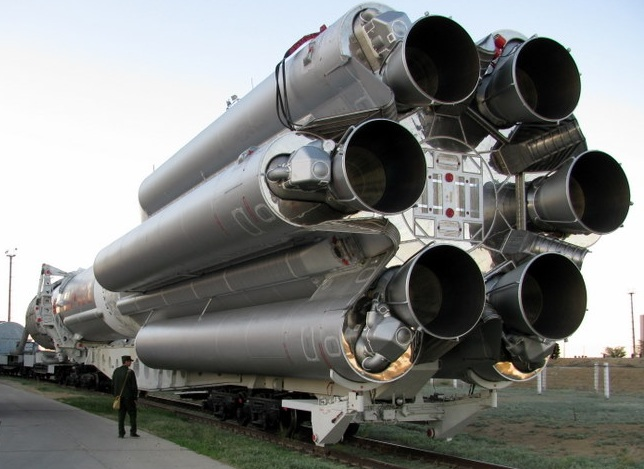
Первая ступень РН «Протон»

В начальном варианте РН «Протон-К» унаследовала первую ступень РН УР-500. Позже, в начале 1990-х годов, тяга двигателей первой ступени РД-253 была увеличена на 7,7 %, и новый вариант двигателя получил название РД-275.

#### Вторая ступень
Вторая ступень РН «Протон-К» была разработана на базе второй ступени РН УР-500. Для увеличения массы ПН на орбите были увеличены объёмы топливных баков и изменена конструкция ферменного переходного отсека, соединяющего её с первой ступенью.

#### Третья ступень
Третья ступень РН «Протон-К» имеет цилиндрическую форму и состоит из приборного, топливного и хвостового отсеков. Как и вторая ступень, третья ступень РН «Протон-К» также была разработана на базе второй ступени РН УР-500. Для этого исходный вариант второй ступени РН УР-500 был укорочен, и на ней был установлен один маршевый ЖРД вместо четырёх. Поэтому маршевый двигатель РД-0212 (конструкции С. А. Косберга) по устройству и работе аналогичен двигателю РД-0210 второй ступени и является его модификацией. Этот двигатель состоит из маршевого однокамерного двигателя РД-0213 и четырёхкамерного рулевого двигателя РД-0214. Тяга маршевого двигателя 588 кН в пустоте, а рулевого — 32 кН в пустоте. Разделение второй ступени происходит за счёт тяги рулевого ЖРД третьей ступени, запускаемого до выключения маршевых ЖРД второй ступени, и торможения отделяемой части второй ступени имеющимися на ней шестью твердотопливными двигателями 8Д84. Отделение полезного груза осуществляется после выключения рулевого двигателя РД-0214. При этом третья ступень тормозится четырьмя твердотопливными двигателями.

#### Система управления РН «Протон-К»
РН «Протон-К» оснащена автономной инерциальной системой управления (СУ), обеспечивающей высокую точность выведения ПН на различные орбиты. СУ была спроектирована под руководством Н. А. Пилюгина и использовала ряд оригинальных решений на основе гироскопов, разработка которых началась ранее на ракетах Р-5 и Р-7.
Приборы СУ размещаются в приборном отсеке, расположенном на ускорителе третьей ступени. Клёпаный негерметизированный приборный отсек выполнен в виде торовой оболочки вращения прямоугольного поперечного сечения. В отсеках тора размещены основные приборы СУ, выполненной по троированной схеме (с тройным резервированием). Кроме того, в приборном отсеке расположены приборы системы регулирования кажущейся скорости; приборы, определяющие параметры конца активного участка траектории, и три гиростабилизатора. Командно-управляющие сигналы также построены с использованием принципа троирования. Такое решение повышает надёжность и точность выведения космических аппаратов.
Система управления с 1964 года производится на ГНПП «Коммунар» (Харьков).

### Используемое топливо
В качестве компонентов топлива во всех ступенях ракеты используются несимметричный диметилгидразин (НДМГ или «гептил») (CH₃)₂N₂H₂ и тетраоксид азота N₂O₄ (АТ или «амил»). Самовоспламеняющаяся топливная смесь позволила упростить двигательную установку и увеличить её надёжность. В то же время компоненты топлива являются весьма токсичными и требуют крайней осторожности в обращении.

### Улучшения в РН «Протон-М»

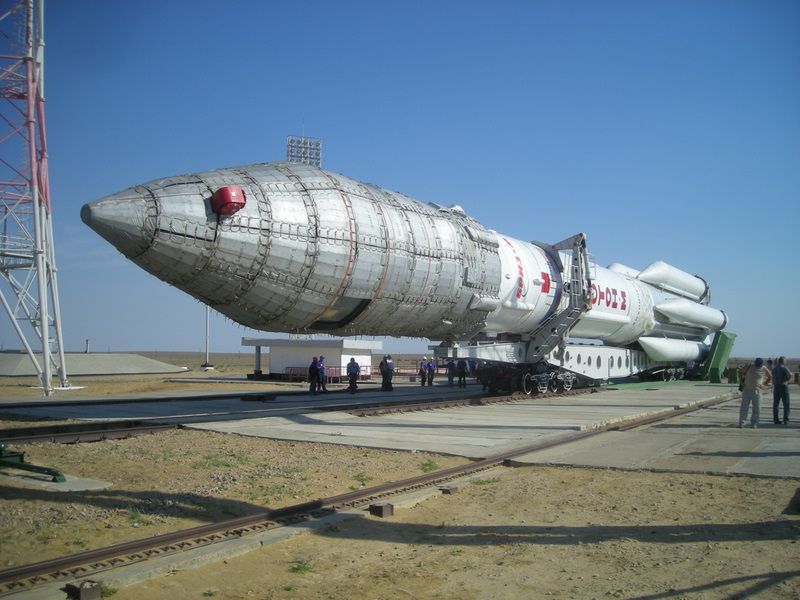
РН «Протон-М» со спутником Inmarsat-4F3 перед установкой на стартовый стол

C 2001 по 2012 год ракета-носитель «Протон-К» постепенно была заменена на новый модернизированный вариант носителя, РН «Протон-М». Хотя в основном конструкция РН «Протон-М» базируется на РН «Протон-К», серьёзные изменения были сделаны в системе управления РН, которая была полностью заменена на новую систему управления на основе бортового цифрового вычислительного комплекса (БЦВК). С использованием новой СУ на РН «Протон-М» достигаются следующие улучшения:
- более полная выработка бортового запаса топлива, что увеличивает массу ПГ на орбите и уменьшает остатки вредных компонентов в местах падения отработавших первых ступеней РН;
- сокращение размеров полей, отводимых для падения отработавших первых ступеней РН;
- возможность пространственного манёвра на активном участке полёта расширяет диапазон возможных наклонений опорных орбит;
- упрощение конструкции и увеличение надёжности многих систем, чьи функции теперь выполняет БЦВК;
- возможность установки головных обтекателей больших размеров (до 5 м в диаметре), что позволяет более чем вдвое увеличить объём для размещения полезного груза и использовать на РН «Протон-М» ряд перспективных разгонных блоков;
- быстрое изменение полётного задания.

Эти изменения в свою очередь привели к улучшению массовых характеристик ракеты-носителя «Протон-М». Кроме того, модернизация РН «Протон-М» с разгонным блоком «Бриз-М» проводилась и после начала их использования. Начиная с 2001 года РН и РБ прошли четыре этапа модернизации (Фаза I, Фаза II, Фаза III и Фаза IV), целью которых было облегчение конструкции различных блоков ракеты и разгонного блока, увеличение мощности двигателей первой ступени РН (замена РД-275 на РД-276), а также другие усовершенствования.

#### РН «Протон-М» 4-го этапа
Типичный вариант РН «Протон-М», эксплуатируемый в настоящее время, называется «Phase III Proton Breeze M» (РН «Протон-М» — РБ «Бриз-М» третьей фазы). Этот вариант способен вывести на геопереходную орбиту (ГПО) ПГ массой до 6150 кг, используя обычную трассу выведения (с наклонением 51,6°) и ПГ массой до 6300 кг, используя оптимизированную трассу с наклонением 48° (с остаточной ΔV до ГСО 1500 м/с).
Тем не менее, в связи с постоянным увеличением массы телекоммуникационных спутников и невозможностью использовать оптимизированную трассу с наклонением 48° (так как эта трасса не оговорена в «Договоре аренды космодрома Байконур», и каждый раз, пуская «Протон» по этому наклонению, это необходимо дополнительно согласовывать с Казахстаном), грузоподъёмность РН «Протон-М» была увеличена. В 2016 году ГКНПЦ им. М. В. Хруничева завершило 4-й этап модернизации РН «Протон-М» — «Бриз-М» («Phase IV Proton Breeze M»). В результате проведённых усовершенствований масса выводимой на ГПО полезной нагрузки системы была увеличена до 6300—6350 кг на стандартной трассе (наклонение 51,6°, остаточная ΔV до ГСО 1500 м/с) и до 6500 кг при выводе на суперсинхронную орбиту (орбиту с высотой в апогее до 65000 км). Первый пуск усовершенствованного носителя состоялся 9 июня 2016 года со спутником Intelsat 31.

#### Дальнейшие улучшения РН «Протон-М»
- Увеличение тяги двигателей первой ступени.
- Применение высокоэнергетических молекулярных комплексов, растворяемых в обоих компонентах высококипящего топлива.
- Снижение энергетических и гидравлических потерь в трактах турбонасосных агрегатов двигателя, путём использования специальных присадок из полимерных материалов, высокомолекулярный полиизобутилен (ПИБ). Использование горючего с присадкой ПИБ позволит увеличить массу полезного груза, выводимого на переходную к геостационарной орбиту на 1,8 %[50].

### Разгонные блоки

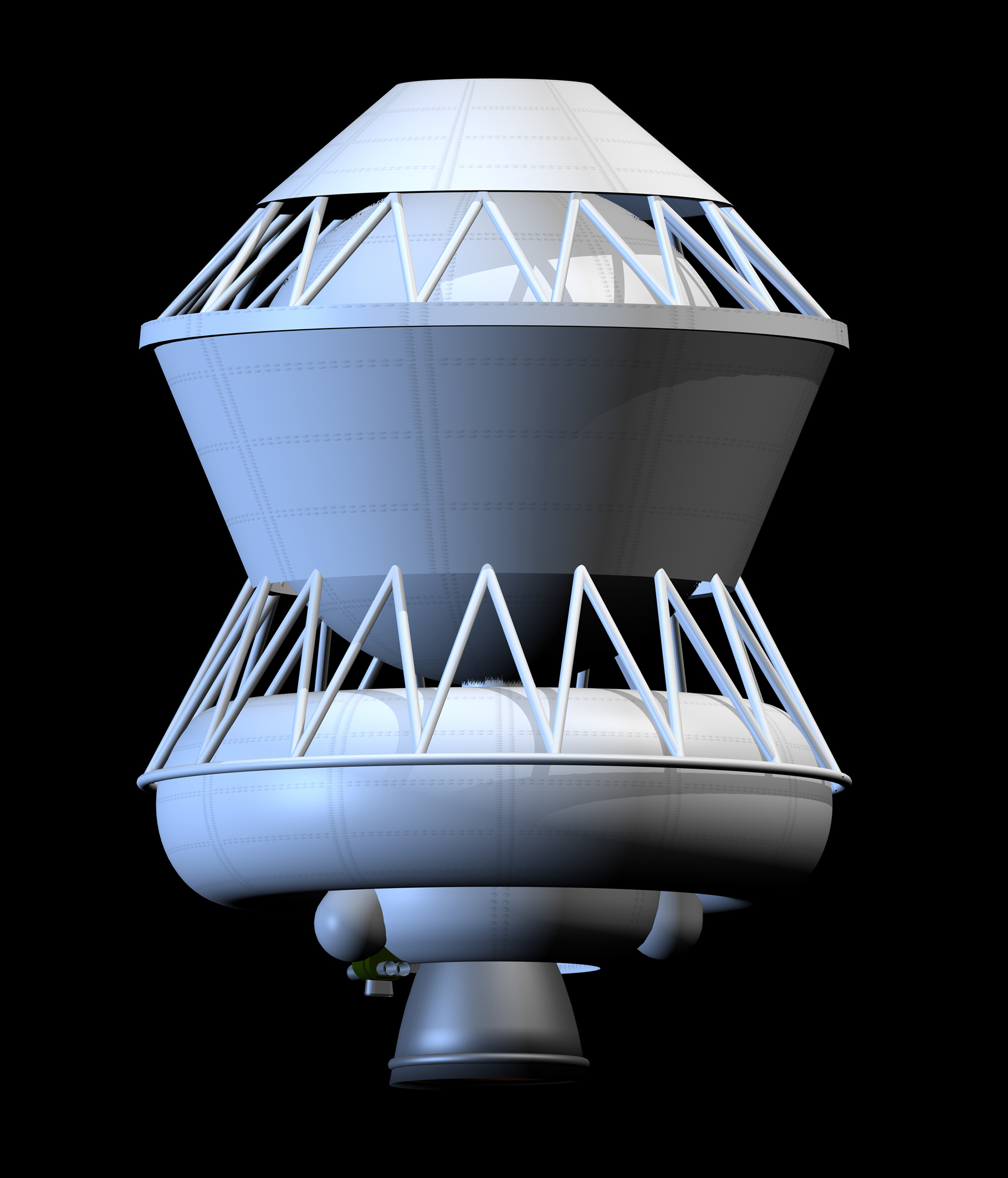
Блок Д

Для выведения полезной нагрузки на высокие, переходные к геостационарным, геостационарные и отлётные орбиты используется дополнительная ступень, называемая разгонным блоком. Разгонные блоки позволяют осуществлять многократные включения своего маршевого двигателя и реориентацию в пространстве для достижения заданной орбиты. Первые разгонные блоки для РН «Протон-К» были сделаны на базе ракетного блока Д носителя Н-1 (его пятой ступени). В конце 1990-х годов ГКНПЦ имени М. В. Хруничева разработал новый разгонный блок «Бриз-М», используемый в РН «Протон-М» наряду с РБ семейства Д.

#### Блок ДМ
Разработка блока Д велась в ОКБ-1 (сейчас РКК «Энергия» имени С. П. Королёва). В составе РН «Протон-К» с середины 60-х годов блок Д претерпел несколько модификаций. После модификации, направленной на повышение грузоподъёмности и снижение стоимости блока Д, РБ стал называться «Блок-ДМ». Модифицированный разгонный блок имел время активного существования 9 часов, и количество запусков двигателя было ограничено тремя. В настоящее время используются разгонные блоки моделей ДМ-2, ДМ-2М и ДМ-03 производства РКК «Энергия», у которых количество включений было увеличено до 5.

#### Блок «Бриз-М»
«Бриз-М» — разгонный блок для ракет-носителей «Протон-М» и «Ангара». «Бриз-М» обеспечивает выведение космических аппаратов на низкие, средние, высокие орбиты и ГСО. Применение разгонного блока «Бриз-М» в составе ракеты-носителя «Протон-М» позволяет увеличить массу полезной нагрузки, выводимой на геостационарную орбиту, до 3,5 т, а на переходную орбиту до более чем 6 т. Первый запуск Протон-К — «Бриз-М» состоялся 5 июля 1999 и закончился аварией, а уже 6 июня 2000 года состоялся успешный запуск. Первый запуск комплекса «Протон-М» — «Бриз-М» состоялся 7 апреля 2001 года.
| Характеристики разгонных блоков, используемых с РН «Протон» | Характеристики разгонных блоков, используемых с РН «Протон» | Характеристики разгонных блоков, используемых с РН «Протон» | Характеристики разгонных блоков, используемых с РН «Протон» | Характеристики разгонных блоков, используемых с РН «Протон» | Характеристики разгонных блоков, используемых с РН «Протон» |
| ----------------------------------------------------------- | ----------------------------------------------------------- | ----------------------------------------------------------- | ----------------------------------------------------------- | ----------------------------------------------------------- | ----------------------------------------------------------- |
| Название                                                    | Название                                                    | ДМ-2                                                        | ДМ-2М                                                       | ДМ-03                                                       | «Бриз-М»                                                    |
| Индекс ГУКОС                                                | Индекс ГУКОС                                                | 11С861                                                      | 11С861-01                                                   | 11С861-03                                                   | 14C43                                                       |
| Масса РБ                                                    | на Земле                                                    | 3,2                                                         |                                                             | 3,245                                                       | 2,5                                                         |
| Масса РБ                                                    | в космосе                                                   | 2,3                                                         | 2,2                                                         | 2,35                                                        | 2,5                                                         |
| Топливо                                                     | Топливо                                                     | Синтин + жидкий кислород                                    | Синтин + жидкий кислород                                    | Синтин + жидкий кислород                                    | АТ + НДМГ                                                   |
| Запас топлива, т                                            | Запас топлива, т                                            | 15,1                                                        | 15,1                                                        | 18,7                                                        | до 20                                                       |
| Маршевый двигатель                                          | Маршевый двигатель                                          | 11Д58М                                                      | 11Д58С                                                      | 11Д58М / 11Д58МДФ                                           | 14Д30                                                       |
| Тяга в вакууме, тс                                          | Тяга в вакууме, тс                                          | 8,5                                                         | 8,5                                                         | 8,5                                                         | 2                                                           |
| Удельный импульс, с                                         | Удельный импульс, с                                         | 360                                                         | 361                                                         | 361 / 367                                                   | 329                                                         |
| Количество включений двигателя                              | Количество включений двигателя                              | до 5                                                        | до 5                                                        | до 5                                                        | до 8                                                        |
| Масса ПГ на ГСО, т                                          | «Протон-К»                                                  | 2,4                                                         | 2,5                                                         | 2,95                                                        |                                                             |
| Масса ПГ на ГСО, т                                          | «Протон-М» (3-го этапа)                                     |                                                             |                                                             | 3,44                                                        | 3,7                                                         |
| Начало эксплуатации                                         | Начало эксплуатации                                         | 1982                                                        | 1994                                                        | 2007                                                        | 1999                                                        |

### Переходные системы
При стандартной схеме выведения механическое и электрическое соединение КА с РБ «Бриз-М» осуществляется посредством переходной системы, состоящей из изогридного углепластикового или металлического адаптера и системы разделения (СР). Для выведения на геостационарные орбиты могут использоваться несколько различных переходных систем, различающихся по диаметру кольца крепления КА: 937, 1194, 1664 и 1666 мм. Конкретный адаптер и система разделения выбираются в зависимости от конкретного КА. Адаптеры, используемые в РН «Протон-М», разработаны и изготовляются ГКНПЦ им. М. В. Хруничева, а системы разделения производятся фирмами RUAG Space AB, ГКНПЦ им. М. В. Хруничева и EADS CASA Espacio.
Как пример можно привести систему разделения 1666V, которая состоит из замковой ленты, соединяющей КА и адаптер между собой. Лента состоит из двух частей, стянутых посредством соединительных болтов. В момент разделения РБ и КА пирогильотины системы разделения перерубают соединительные болты замковой ленты, после чего лента раскрывается, и за счёт освобождения восьми пружинных толкателей (количество может меняться в зависимости от типа используемой системы разделения), расположенных на адаптере, осуществляется отделение КА от РБ.

### Электрические системы и системы телеметрии данных
Кроме основных механических блоков, упомянутых выше, РН «Протон-М» насчитывает ряд электрических систем, используемых на всём протяжении подготовки к пуску и пуска РКН. С помощью этих систем осуществляется электрическое и телеметрическое соединение КА и систем РН с пультовой 4102 во время подготовки к пуску, а также сбор телеметрических данных во время полёта.

### Головные обтекатели

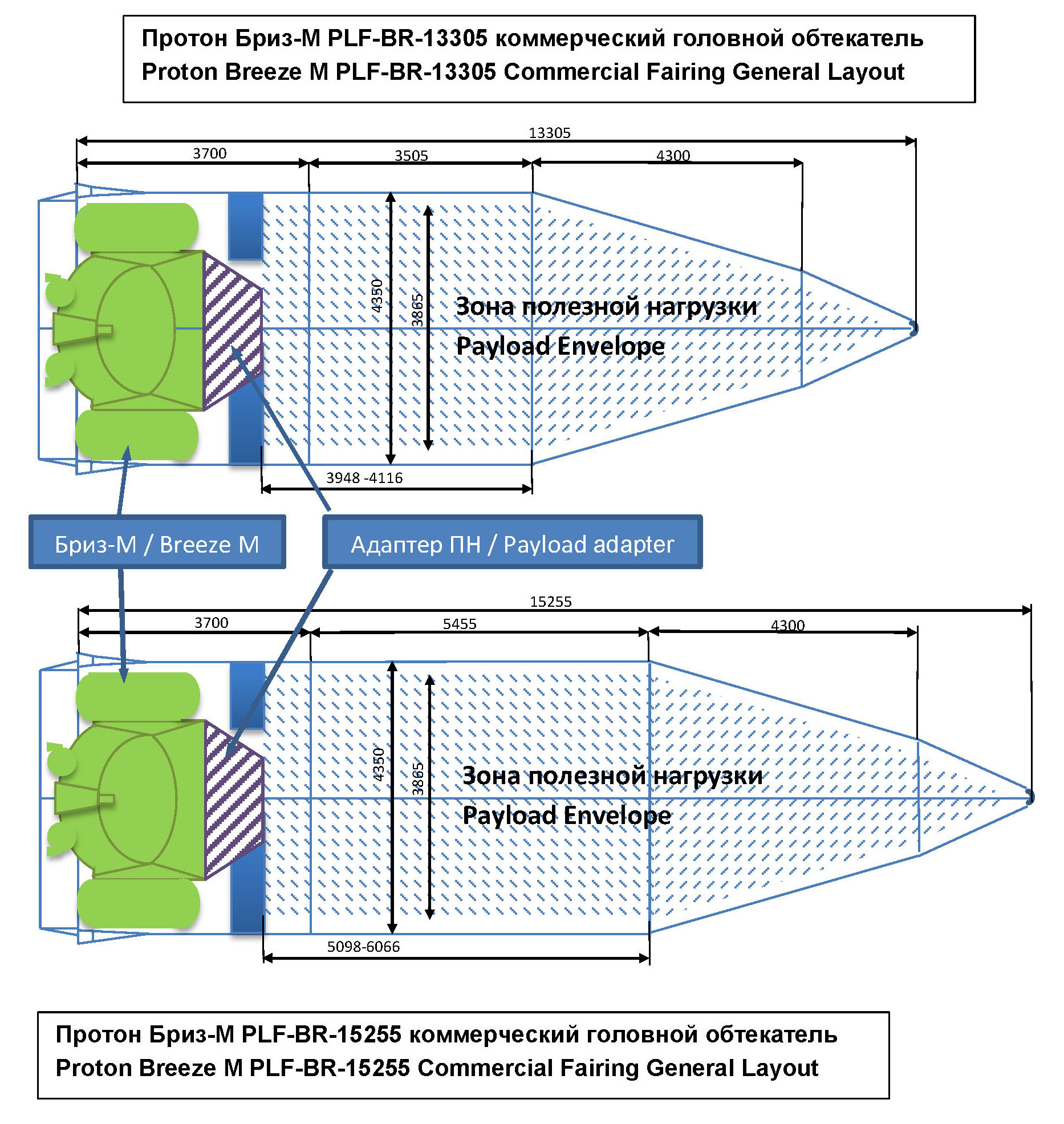
Головные обтекатели «Протон-М», используемые ILS для коммерческих запусков

За всё время эксплуатации РН «Протон» с ней использовалось большое количество различных головных обтекателей (ГО). Тип обтекателя зависит от типа полезного груза, модификации РН и используемого разгонного блока.
Сброс ГО осуществляется в начальный период работы ускорителя третьей ступени. Цилиндрическая проставка сбрасывается после отделения космической головной части.
Классические стандартные обтекатели РН «Протон-К» и «Протон-М» для вывода КА на низкие орбиты без РБ имеют внутренний диаметр 4,1 м (внешний 4,35 м) и длину 12,65 м и 14,56 м соответственно. Так, например, обтекатель этого типа использовался при запуске РН «Протон-К» с модулем «Заря» для МКС 20 ноября 1998 года.
Для проведения коммерческих запусков в комплектации с блоком «ДМ» используются головные обтекатели длиной 10 м, внешним диаметром 4,35 м (максимальная ширина ПН должна быть не более 3,8 м). В случае использования РБ «Бриз-М» стандартный обтекатель при проведении одиночных коммерческих запусков имеет длину 11,6 м и при проведении двойных коммерческих запусков — 13,2 м. В обоих случаях внешний диаметр ГО равен 4,35 м.
Головные обтекатели производятся ФГУП ОНПП «Технология» в городе Обнинск Калужской области. ГО изготовляется из нескольких обечаек, которые представляют собой трёхслойные конструкции с алюминиевым сотовым заполнителем и обшивками из углепластика, содержащие усиления и вырезы для люков. Использование материалов этого типа позволяет достичь снижения массы по сравнению с аналогом из металлов и стеклопластика не менее чем на 28—35 %, повысить жёсткость конструкции на 15 % и улучшить акустические характеристики в 2 раза.
В случае коммерческих запусков через компанию ILS, которая осуществляет маркетинг пусковых услуг РН «Протон» на международном рынке, используются альтернативные ГО бо́льшего размера: длиной 13,3 м и 15,25 м и диаметром 4,35 м.
Кроме того, для увеличения возможностей РН «Протон-М» активно изучается возможность использования ГО 5-метрового диаметра. Это позволит запускать спутники большего размера и повысит конкурентоспособность РН «Протон-М» против его основного конкурента «Ариан-5», который уже используется с ГО диаметром 5 м.

### Варианты конфигурации
РН «Протон» (УР-500) существовала только в одной конфигурации — 8K82. РН «Протон-К» и «Протон-М» за многие годы эксплуатации использовали различные типы разгонных блоков. Кроме того, РКК, производитель РБ ДМ, оптимизировала свои изделия для конкретных полезных нагрузок и каждой новой конфигурации присваивала новое наименование. Так, например, различные конфигурации РБ 11С861-01 имели различные наименования в зависимости от коммерческой полезной нагрузки: Блок ДМ3, Блок ДМ4.
Варианты модификаций приведены в таблице:
| Тип РН    | Тип РБ                                           | Тип РБ                        |
| Тип РН    | «Протон-К» (8K82K)                               | «Протон-М» (8K82KM)           |
| --------- | ------------------------------------------------ | ----------------------------- |
| 11С824    | Блок Д (8K82K 11С824)                            |                               |
| 11С824M   | Блок Д-1 (8K82K 11С824М)                         |                               |
| 11С824Ф   | Блок Д-2 (8K82K 11С824Ф)                         |                               |
| 11С86     | Блок ДМ (8K82K 11С86)                            |                               |
| 11С861    | Блок ДМ-2, Блок ДМ1 (8K82K 11С861)               | Блок ДМ-2 (8K82КM 11С861)     |
| 11С861-01 | Блок ДМ-2М, Блок ДМ3, Блок ДМ4 (8K82K 11С861-01) | Блок ДМ-2М (8K82КM 11С861-01) |
| 11С861-03 |                                                  | Блок ДМ-03 (8K82КM 11С861-03) |
| 17С40     | Блок ДМ-5, Блок ДМ2 (8K82K 17С40)                |                               |
| 14С43     | «Бриз-M» (8K82K 14С43)                           | «Бриз-M» (8K82KМ 14С43)       |

### Технические характеристики
| Возможности различных модификаций РН «Протон» | Возможности различных модификаций РН «Протон» | Возможности различных модификаций РН «Протон» | Возможности различных модификаций РН «Протон» | Возможности различных модификаций РН «Протон» | Возможности различных модификаций РН «Протон» |
| --- | --------------------------------------------- | --------------------------------------------- | --------------------------------------------- | --------------------------------------------- | --------------------------------------------- |
| Модификация | Модификация                                   | «Протон-К» — Блок ДМ (с РД-253)               | «Протон-К» — Блок ДМ-2М (с РД-275)            | «Протон-М» — «Бриз-М» (этап I)                | «Протон-М» — «Бриз-М» (этап III)              |
| Начало эксплуатации | Начало эксплуатации                           | 1974                                          | 1995                                          | 2001                                          | 2009                                          |
| Стартовая масса, т | Стартовая масса, т                            | ~700                                          | ~700                                          | ~702                                          | 705                                           |
| Масса полезной нагрузки, т | НОО                                           | 19,76                                         | 20,7—20,9                                     | ~22,0                                         | 23,0                                          |
| Масса полезной нагрузки, т | ГПО                                           | 4,35                                          | 4,9                                           | 5,5                                           | 6,15                                          |
| Масса полезной нагрузки, т | ГСО                                           | 1,88                                          | 1,88                                          | 2,92                                          | 3,25                                          |
| Объём пространства под обтекателем, м³ | Объём пространства под обтекателем, м³        |                                               | 60                                            | до 100                                        | 89                                            |
| \| Примечания \| \| --------------------------------------------------------------------------------------------------- \| \| 1. ↑ до 1990 года 2. ↑ поздняя модификация 3. ↑ наклонение 51,5° 4. ↑ остаточная ΔV до ГСО 1500 м/с \| |                                               |                                               |                                               |                                               |                                               |
| Примечания |                                               |                                               |                                               |                                               |                                               |
| 1. 2. 3. 4. |                                               |                                               |                                               |                                               |                                               |

| Технические характеристики различных модификаций РН «Протон» | Технические характеристики различных модификаций РН «Протон» | Технические характеристики различных модификаций РН «Протон» | Технические характеристики различных модификаций РН «Протон» | Технические характеристики различных модификаций РН «Протон» |
| ------------------------------------------------------------ | ------------------------------------------------------------ | ------------------------------------------------------------ | ------------------------------------------------------------ | ------------------------------------------------------------ |
| Ступень                                                      | Первая                                                       | Вторая                                                       | Третья                                                       | Разгонный блок                                               |
| «Протон-К» — Блок ДМ                                         |                                                              |                                                              |                                                              |                                                              |
| Двигатели                                                    | 6×РД-275                                                     | 3×РД-0210 и РД-0211                                          | РД-0213 и РД-0214                                            | 11Д58М                                                       |
| Тяга двигательной установки, кН                              | 9540 (у земли)                                               | 2300 (в вакууме)                                             | 583+ 4×31 (в вакууме)                                        | 83,5                                                         |
| Масса топлива, т                                             | 419,41                                                       | 156,1                                                        | 46,56                                                        | 15,05                                                        |
| Сухая масса, т                                               | 31                                                           | 11,715                                                       | 4,185                                                        | 2,44                                                         |
| Время работы, с                                              | 120                                                          | 216                                                          | 231                                                          | 680                                                          |
| Удельный импульс, с                                          | 287                                                          | 320                                                          | 325                                                          | 352                                                          |
| «Протон-М» — «Бриз-М» (Phase III)                            |                                                              |                                                              |                                                              |                                                              |
| Двигатели                                                    | 6×РД-276                                                     | 3×РД-0210 и РД-0211                                          | РД-0213 и РД-0214                                            | 14Д30, 4×11Д458М и 12×17Д58Э                                 |
| Тяга двигательной установки, кН                              | 10020 (у земли)                                              | 2400 (в вакууме)                                             | 583 + 4×31 (в вакууме)                                       | 19,62 + 4×0,396 + 12×0,0133                                  |
| Масса топлива, т                                             | 428,3                                                        | 157,3                                                        | 46,56                                                        | 19,8                                                         |
| Сухая масса, т                                               | 30,6                                                         | 11                                                           | 3,5                                                          | 2,5                                                          |
| Время работы, с                                              | 121                                                          | 216                                                          | 239                                                          | 3200 (максимальное)                                          |
| Удельный импульс, с                                          | 288                                                          | 320                                                          | 325                                                          | 328,6                                                        |

## Стартовые площадки

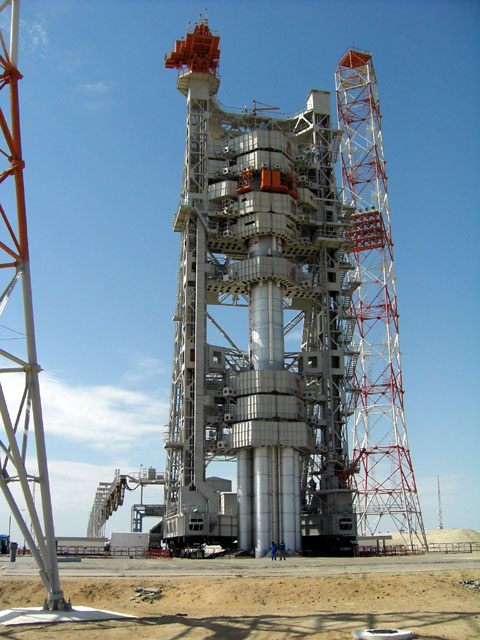
РН «Протон-М» со спутником Anik-F1R, «обхваченная» передвижной фермой обслуживания, 2005 г.

Пуски РН «Протон» осуществляются только с космодрома Байконур, где к 1965 году были созданы технический и стартовый комплексы с двумя рабочими местами (площадка 92/1) и двумя пусковыми установками (ПУ) (площадка 81). К концу 70-х годов был построен ещё один стартовый комплекс (площадка 200) для обеспечения расширяющейся программы запусков различных космических аппаратов на РН «Протон».
Обе стартовые площадки объединены общей сетью коммуникаций и используют общий комплекс сооружений, обеспечивающих каждую из них сжатыми газами, водой, электроэнергией и хладагентами для термостатирования компонентов топлива и космических аппаратов. Сборка блоков ракеты, интеграция носителя с полезным грузом и общая проверка системы осуществляются в горизонтальном положении в монтажно-испытательном корпусе (МИК) на технической позиции (площадка № 92) космодрома Байконур. Посредством транспортёра-установщика на железнодорожном ходу ракета космического назначения (РКН) доставляется из МИКа на топливно-заправочную станцию для заправки РБ «Бриз-М». После заправки РКН транспортируется на стартовый комплекс и устанавливается на пусковое устройство. С помощью передвижной фермы обслуживания на рельсовом ходу проводятся электрические проверки РН и головной части, заправка РН и РБ (в случае использования РБ ДМ) компонентами топлива и сжатыми газами, набор готовности двигательной установки ракеты и пуск РКН.
В настоящее время на Байконуре имеются четыре стартовые позиции РН «Протон-К» и «Протон-М»: по две на площадках 81 и 200, однако только три из них находятся в рабочем состоянии. Стартовые позиции, расположенные западнее, именуются «Левыми»; расположенные восточнее — «Правыми». Каждой из этих позиций соответствует номер: 81Л (левая) — № 23, 81П (правая) — № 24, 200Л — № 39, 200П — № 40.
- Площадка 81Л (ПУ № 23) используется для пусков РН «Протон-К» в рамках федеральных программ. В последние несколько лет не использовалась, последний пуск был произведён 27 марта 2004 года;
- Площадка 81П (ПУ № 24) используется для пусков РН «Протон-К» и «Протон-М» в рамках федеральных программ;
- Площадка 200Л (ПУ № 39) используется для пусков РН «Протон-К» и «Протон-М» в рамках международных программ компанией ILS;
- Площадка 200П (ПУ № 40) была законсервирована в 1991 году. Позже эту ПУ планировалось переделать в стартовый комплекс для ракет типа «Ангара», и технологическое оборудование этого стартового комплекса было демонтировано[69]. И, хотя проект стартового комплекса «Ангары» был перебазирован на площадку № 250, пуски с этой ПУ возобновлены не были.

## Сборка РН «Протон-М»

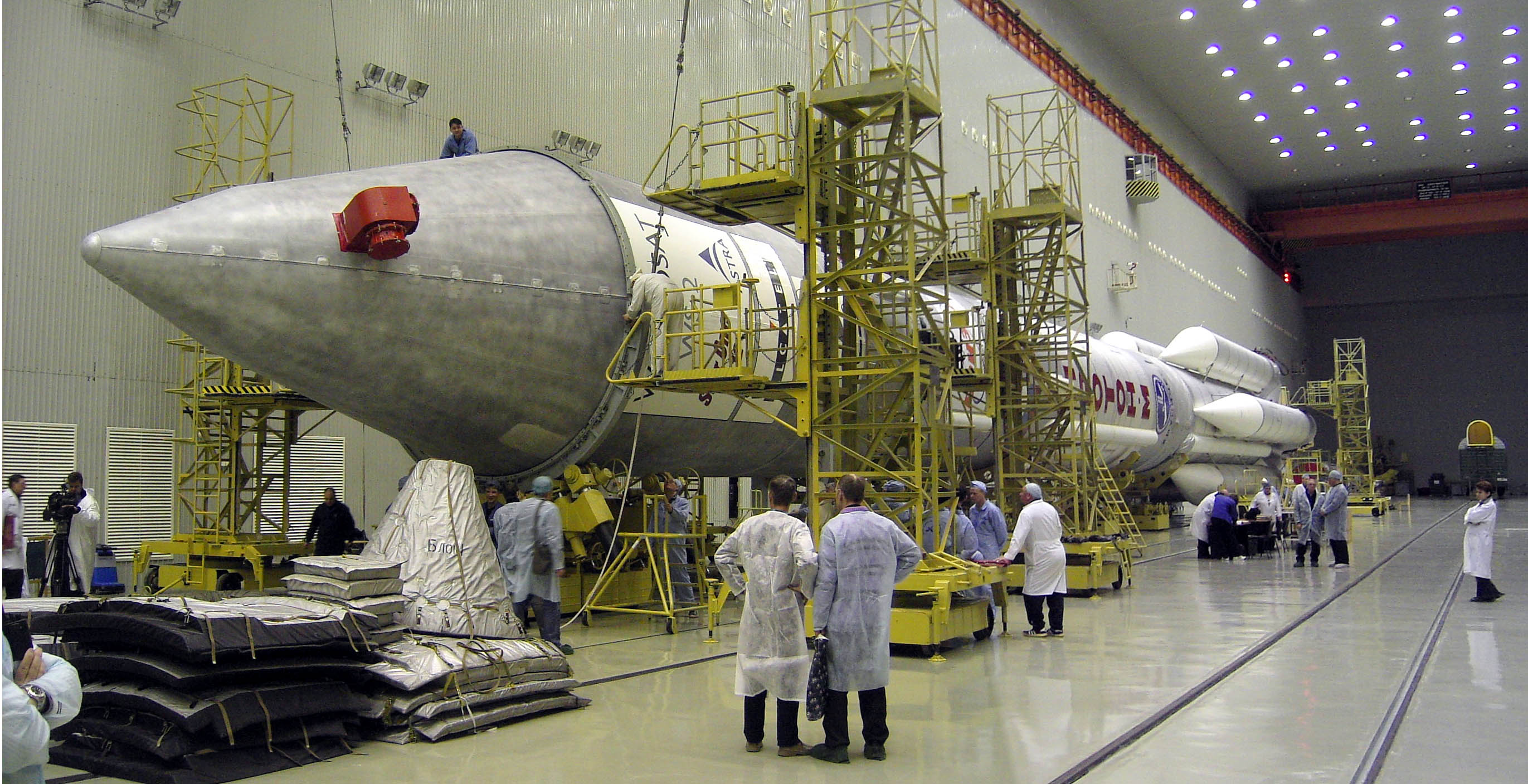
РН «Протон-М» со спутником AMC-12 подготавливается к вывозу на СК в зале 111 монтажно-испытательного корпуса 92-А50, январь 2005 г.

Сборка и подготовка к запуску РН «Протон-М» проходят в монтажно-испытательных корпусах 92-1 и 92А-50 на территории «площадки 92».
В настоящее время в основном используется МИК 92-А50, который был достроен и усовершенствован в 1997—1998 годах. Кроме того, в 2001 году была сдана в эксплуатацию единая оптоволоконная система дистанционного управления и контроля космических аппаратов, которая позволяет заказчикам проводить подготовку КА на техническом и стартовом комплексах непосредственно из пультовой, размещённой в МИКе 92А-50.
Сборка РН в МИК 92-А50 проходит в следующем порядке:
- Блоки РН «Протон» доставляются в МИК 92-А50, где каждый блок проверяется автономно. После этого производится сборка ракеты-носителя. Сборка первой ступени выполняется в специальном стапеле «револьверного» типа, что существенно снижает трудозатраты и повышает надёжность сборки. Далее полностью собранный пакет из трёх ступеней подвергается комплексным испытаниям, после чего даётся заключение о готовности его к стыковке с космической головной частью (КГЧ)[72];
- Контейнер с КА доставляется в зал 102 МИКа 92-А50, где проводятся работы по очистке его наружных поверхностей и подготовительные операции для разгрузки;
- Далее КА извлекается из контейнера, подготавливается и заправляется компонентами топлива в чистовом зале 103А. Там же проводятся проверки КА, после чего он перевозится в соседний зал 101 для сборки с разгонным блоком;
- В чистовом зале 101 (технический комплекс сборки и проверки КГЧ) проводится стыковка КА с РБ «Бриз-М»;
- КГЧ перевозится в чистовой зал 111, где проводятся сборка и испытания ракеты космического назначения «Протон-М»;
- Через несколько дней после завершения электрических испытаний полностью собранная РКН вывозится из МИКа на топливно-заправочную станцию для заправки баков низкого давления разгонного блока «Бриз-М». Эта операция длится два дня;
- По завершении заправки проводится заседание Государственной комиссии по итогам работ, выполненных на техническом и стартовом комплексах РН «Протон». Комиссия принимает решение о готовности РКН к установке на стартовой площадке;
- РКН устанавливается на стартовой площадке[73].

Сборка РН «Протон-К» проводится в МИКе 92-1. Этот МИК являлся основным до ввода в эксплуатацию МИКа 92-А50. В нём находятся технические комплексы сборки и проверки РН «Протон-К» и КГЧ, где также осуществляется стыковка КГЧ с РН «Протон-К».

## Стандартная схема полёта РН «Протон-М» с РБ «Бриз-М»
Для выведения космических аппаратов на геостационарную орбиту РН «Протон-М» следует стандартной схеме выведения с использованием штатной трассы полёта для обеспечения точности падения отделяемых частей ракеты-носителя в заданных районах. В результате, после работы первых трёх ступеней РН и первого включения РБ «Бриз-М», орбитальный блок (ОБ) в составе РБ «Бриз-М», переходной системы и космического аппарата выводится на опорную орбиту высотой 170 × 230 км, обеспечивающую наклонение 51,5°. Далее РБ «Бриз-М» выполняет ещё 3 включения, в результате которых формируется переходная орбита с апогеем, близким апогею целевой орбиты. После пятого включения РБ выводит КА на целевую орбиту и отделяется от КА. Общее время полёта от подачи сигнала «Контакт подъёма» (КП) до отделения КА от РБ «Бриз-М» обычно составляет около 9,3 часа.
В следующем описании приведены приблизительные времена включений и выключений двигателей всех ступеней, время сброса ГО и пространственной ориентации РН для обеспечения заданной траектории. Точные времена определяются конкретно для каждого пуска в зависимости от конкретной полезной нагрузки и конечной орбиты.

### Участок работы РН «Протон-М»
За 1,75 с (Т −1,75 с) до пуска включаются шесть двигателей первой ступени РД-276, чья тяга в этот момент составляет 40 % от номинала, и набирают 107 % тяги в момент подачи сигнала КП. Подтверждение сигнала КП поступает в момент Т +0,5 с. Через 6 секунд полёта (Т +6 с) тяга возрастает до 112 % от номинала. Ступенчатая последовательность включения двигателей позволяет получить подтверждение их штатного функционирования до того, как тяга увеличена до максимальной.
После начального вертикального участка продолжительностью около 10 с РКН выполняет манёвр по крену для установления требуемого азимута полёта. При наклонении орбиты 51,5°, как в случае с выведением на геостационар, азимут составляет 61,3°. При других наклонениях орбиты используются другие азимуты: для орбит с наклонением 72,6° азимут составляет 22,5°, а для орбит с наклонением 64,8° — 35,0°.
Три РД-0210 и один РД-0211 второй ступени включаются на 119-й секунде полёта и переходят в режим полной тяги в момент отделения первой ступени на 123-й секунде. Рулевые двигатели третьей ступени включаются на 332-й секунде, после чего двигатели второй ступени выключаются на 334-й секунде полёта. Отделение второй ступени осуществляется после того, как на 335-й секунде включаются шесть тормозных РДТТ и происходит её уведение.
Двигатель РД-0213 третьей ступени включается на 338 с, после чего происходит сброс головного обтекателя примерно на 347 секунде от сигнала КП. Как и для ступеней, момент сброса ГО выбирается для обеспечения гарантированного попадания ускорителя второй ступени РН в заданный район падения, а также обеспечения тепловых требований КА. После выключения маршевого двигателя третьей ступени на 576-й секунде четыре рулевых двигателя работают ещё в течение 12 секунд для калибровки расчётной скорости выведения.
После достижения заданных параметров, примерно на 588-й секунде полёта система управления выдаёт команду на выключение рулевого двигателя, после которой третья ступень отделяется от орбитального блока и уводится с помощью тормозных РДТТ. Момент разделения с третьей ступенью принимается за начало автономного полёта ОБ. Дальнейшее выведение КА осуществляется с помощью РБ «Бриз-М».
| Стадия                                                 | Время, с | Скорость, м/с | Высота, км |
| ------------------------------------------------------ | -------- | ------------- | ---------- |
| Начало набора готовности к пуску                       | −3,10    | 0             | 0          |
| Включение двигателей первой ступени (40 % от номинала) | −1,75    | 0             | 0          |
| Двигатели первой ступени 107 % от номинала             | −0,15    | 0             | 0          |
| Команда «Контакт подъёма»                              | 0,0      | 0             | 0          |
| Достижение максимального скоростного напора            | 65,5     | 465           | 11         |
| Включение двигателей второй ступени                    | 119,0    |               |            |
| Отделение первой ступени                               | 123,4    | 1724          | 42         |
| Включение рулевых двигателей третьей ступени           | 332,1    |               |            |
| Выключение двигателей второй ступени                   | 334,5    |               |            |
| Разделение второй и третьей ступеней                   | 335,2    | 4453          | 120        |
| Включение двигателей третьей ступени                   | 337,6    |               |            |
| Сброс головного обтекателя                             | 348,2    | 4497          | 123        |
| Выключение двигателей третьей ступени                  | 576,4    |               |            |
| Выключение рулевых двигателей третьей ступени          | 588,3    |               |            |
| Разделение третьей ступени и орбитального блока        | 588,4    | 7182          | 151        |

### Участок работы РБ «Бриз-М»
Выведение ОБ на геопереходную орбиту осуществляется по схеме с пятью включениями маршевого двигателя (МД) РБ «Бриз-М». Как и в случае с РН, точные времена включений и параметры орбит зависят от конкретной миссии.
Сразу после отделения третьей ступени РН включаются двигатели стабилизации РБ, которые обеспечивают ориентацию и стабилизацию ОБ на участке пассивного полёта по суборбитальной траектории до первого включения двигателя РБ. Примерно через полторы минуты после отделения от РН (в зависимости от конкретного КА) выполняется первое включение МД длительностью 4,5 мин, в результате которого формируется опорная орбита высотой 170 × 230 км и наклонением 51,5°.
Второе включение МД длительностью порядка 18 мин производится в районе первого восходящего узла опорной орбиты после 50 мин пассивного полёта (с выключенными двигателями), в результате которого формируется первая промежуточная орбита с апогеем высотой 5000—7000 км. После того, как в течение 2—2,5 часов пассивного полёта ОБ достигнет перигея первой промежуточной орбиты, выполняется третье включение маршевого двигателя в районе восходящего узла до полной выработки топлива из дополнительного топливного бака (ДТБ, около 12 мин). Примерно через две минуты, во время которых сбрасывается ДТБ, выполняется четвёртое включение МД. В результате третьего и четвёртого включений формируется переходная орбита с апогеем, близким к апогею целевой геопереходной орбиты (35 786 км). На этой орбите КА проводит в пассивном полёте примерно 5,2 часа. Последнее, пятое включение МД, выполняется в апогее переходной орбиты в районе нисходящего узла для поднятия перигея и изменения наклонения до заданного, в результате которого РБ выводит КА на целевую орбиту. Примерно через 12—40 мин после пятого включения МД производится ориентация ОБ в направлении отделения КА с последующим отделением КА.
В промежутках между включениями МД система управления РБ выполняет развороты орбитального блока для обеспечения поддержания оптимальной температуры на борту, выдачи импульсов тяги, проведения сеансов радиоконтроля, а также для отделения КА после пятого включения.

## Эксплуатация

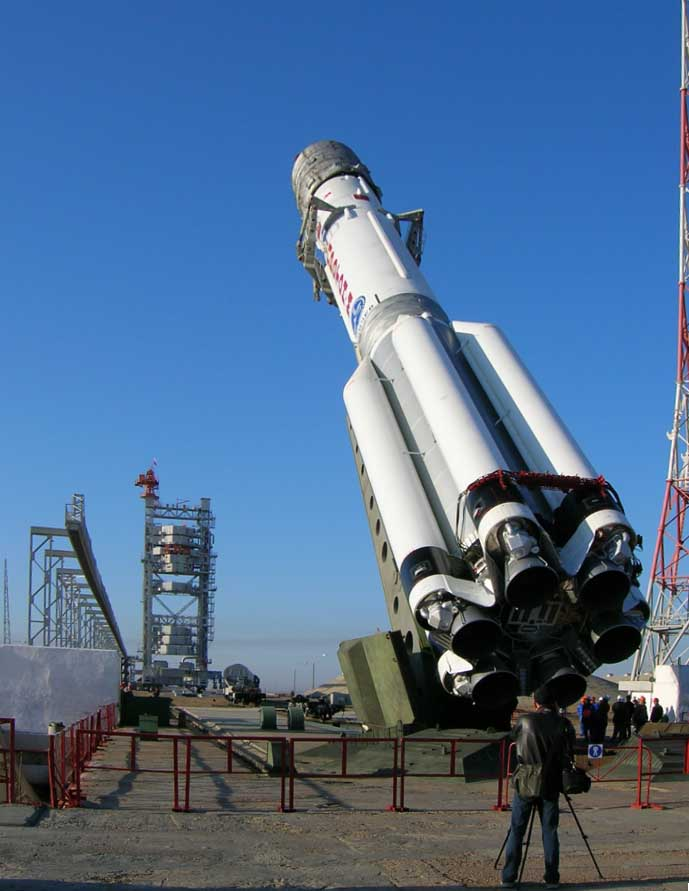
РН «Протон-М» с коммерческим спутником ArabSat 4B во время «вертикализации»

### International Launch Services
С 1993 года маркетинг пусковых услуг РН «Протон» на международном рынке осуществляется совместным предприятием «International Launch Services» (ILS) (с 1993 по 1995 год: «Локхид-Хруничев-Энергия»). ILS имеет эксклюзивное право на маркетинг и коммерческую эксплуатацию РН «Протон» и перспективного ракетно-космического комплекса «Ангара». Хотя компания ILS зарегистрирована в США, её контрольный пакет принадлежит российскому ГКНПЦ им. М. В. Хруничева. На октябрь 2011 года, в рамках компании ILS были осуществлены 72 запуска космических аппаратов с использованием РН «Протон-К» и «Протон-М».

### Стоимость
Стоимость РН «Протон» варьируется от года к году и неодинакова для федеральных и коммерческих заказчиков, хотя порядок цены одинаков для всех потребителей.

#### Коммерческие пуски
В конце 1990-х годов стоимость коммерческого пуска РН «Протон-К» с блоком ДМ составляла от 65 $ до 80 млн $. В начале 2004 года стоимость запуска была снижена до 25 млн $ из-за существенного усиления конкуренции (сравнение стоимости запусков см. Стоимость доставки грузов на орбиту). С тех пор стоимость запусков на «Протонах» постоянно возрастала и в конце 2008 года достигла примерно 100 млн $ на ГПО с использованием «Протон-М» с блоком «Бриз-М». Однако с началом мирового экономического кризиса в 2008 году обменный курс рубля к доллару снизился на 33 %, что привело к снижению стоимости запуска до примерно 80 млн $.
В июле 2015 года стоимость пуска РН «Протон-М» была снижена до 65 млн $ для возможности конкуренции с РН Falcon 9.
| \| Ракета-носитель \| Страна \| Первый запуск \| 2010 \| 2011 \| 2012 \| 2013 \| 2014 \| 2015 \| 2016 \| 2017 \| 2018 \| \| --------------- \| ---------- \| ------------- \| ---- \| ---- \| ---- \| ---- \| ---- \| ---- \| ---- \| ---- \| ---- \| \| Ariane 5 \| \| 1996 \| 12 \| 8 \| 12 \| 6 \| 10 \| 12 \| 10 \| 10 \| 9 \| \| Протон-М \| \| 2001 \| 8 \| 7 \| 11 \| 8 \| 8 \| 7 \| 3 \| 3 \| 0[a] \| \| Союз-2 \| \| 2006 \| 1 \| 5 \| 4 \| 5 \| 8 \| 6 \| 5 \| 5 \| 5 \| \| PSLV \| \| 2007[b] \| 1 \| 2 \| 2 \| 2 \| 1 \| 3 \| 3 \| 2 \| 3 \| \| Falcon 9 \| \| 2010 \| 0 \| 0 \| 0 \| 2 \| 4 \| 5 \| 8 \| 12 \| 16 \| \| Vega \| \| 2012 \| 0 \| 0 \| 0[c] \| 1 \| 1 \| 2 \| 2 \| 4 \| 2 \| \| Другие[d] \| - \| - \| 7 \| 10 \| 5 \| 7 \| 5 \| 6 \| 6 \| 4 \| 5 \| \| Весь рынок \| Весь рынок \| Весь рынок \| 29 \| 32 \| 34 \| 31 \| 37 \| 41 \| 37 \| 40 \| 41 \| |                           |               |      |      |      |      |      |      |      |      |      |
| 1. 2. 3. 4. |                           |               |      |      |      |      |      |      |      |      |      |
| Ракета-носитель | Страна                    | Первый запуск | 2010 | 2011 | 2012 | 2013 | 2014 | 2015 | 2016 | 2017 | 2018 |
| Ariane 5 | Европейский союз          | 1996          | 12   | 8    | 12   | 6    | 10   | 12   | 10   | 10   | 9    |
| Протон-М | Россия                    | 2001          | 8    | 7    | 11   | 8    | 8    | 7    | 3    | 3    | 0    |
| Союз-2 | Россия                    | 2006          | 1    | 5    | 4    | 5    | 8    | 6    | 5    | 5    | 5    |
| PSLV | Индия                     | 2007          | 1    | 2    | 2    | 2    | 1    | 3    | 3    | 2    | 3    |
| Falcon 9 | Соединённые Штаты Америки | 2010          | 0    | 0    | 0    | 2    | 4    | 5    | 8    | 12   | 16   |
| Vega | Европейский союз          | 2012          | 0    | 0    | 0    | 1    | 1    | 2    | 2    | 4    | 2    |
| Другие | -                         | -             | 7    | 10   | 5    | 7    | 5    | 6    | 6    | 4    | 5    |
| Весь рынок | Весь рынок                | Весь рынок    | 29   | 32   | 34   | 31   | 37   | 41   | 37   | 40   | 41   |

#### Пуски по федеральной космической программе России
Для федеральных заказчиков прослеживается последовательное увеличение стоимости носителя начиная с начала 2000-х годов: стоимость РН «Протон-М» (без блока «ДМ») выросла с 2001 по 2011 год в 5,4 раза — с 252,1 млн до 1356,5 млн рублей. Общая стоимость «Протон-М» с блоком «ДМ» или «Бриз-М» в середине 2011 года составляла порядка 2,4 млрд рублей (около 80 млн $ или 58 млн €). Эта цена складывается из самой РН «Протон» (1,348 млрд), РБ «Бриз-М» (420 млн), доставки компонентов на Байконур (20 млн) и комплекса услуг по запуску (570 млн).
Цены по состоянию на 2013 год: 1,521 млрд рублей стоил сам «Протон-М», 447 млн — разгонный блок «Бриз-М», 690 млн — услуги по запуску, ещё 20 млн рублей стоила транспортировка ракеты на космодром, 170 млн рублей — головной обтекатель. Итого российскому бюджету один запуск «Протона» обходился в 2,84 млрд рублей.

### История пусков РН «Протон»
Начиная с 1965 года, РН «Протон» производилась в трёх основных вариантах: УР-500, «Протон-К» и «Протон-М».

#### 8К82/УР-500
16 июля 1965 года двухступенчатой РН УР-500 был произведён запуск на орбиту научной космической станции «Протон-1» массой 12,2 т. Всего РН УР-500 в 1965—1966 годах были выведены три спутника: «Протон-1» — «Протон-3», ещё один запуск закончился неудачей. Научная аппаратура спутников «Протон», разработанная в НИИЯФ МГУ, обеспечивала изучение космических лучей и взаимодействие с веществом частиц сверхвысоких энергий: на спутниках были установлены ионизационный калориметр, гамма-телескоп и другие приборы. Впоследствии РН УР-500 унаследовала название этих КА и стала называться РН «Протон».
| № запуска | Дата (UTC)         | Полезная нагрузка      | Результат запуска           |
| --------- | ------------------ | ---------------------- | --------------------------- |
| 1         | 16 июля 1965 года  | Протон-1 Н-4, сер. № 1 | Успех                       |
| 2         | 2 ноября 1965 года | Протон-2 Н-4, сер. № 2 | Успех                       |
| 3         | 24 марта 1966 года | Протон-3 Н-4, сер. № 3 | Неудача, авария 2-й ступени |
| 4         | 6 июля 1966 года   | Протон-3 Н-4, сер. № 4 | Успех                       |

#### РН «Протон-К» (8К82К)

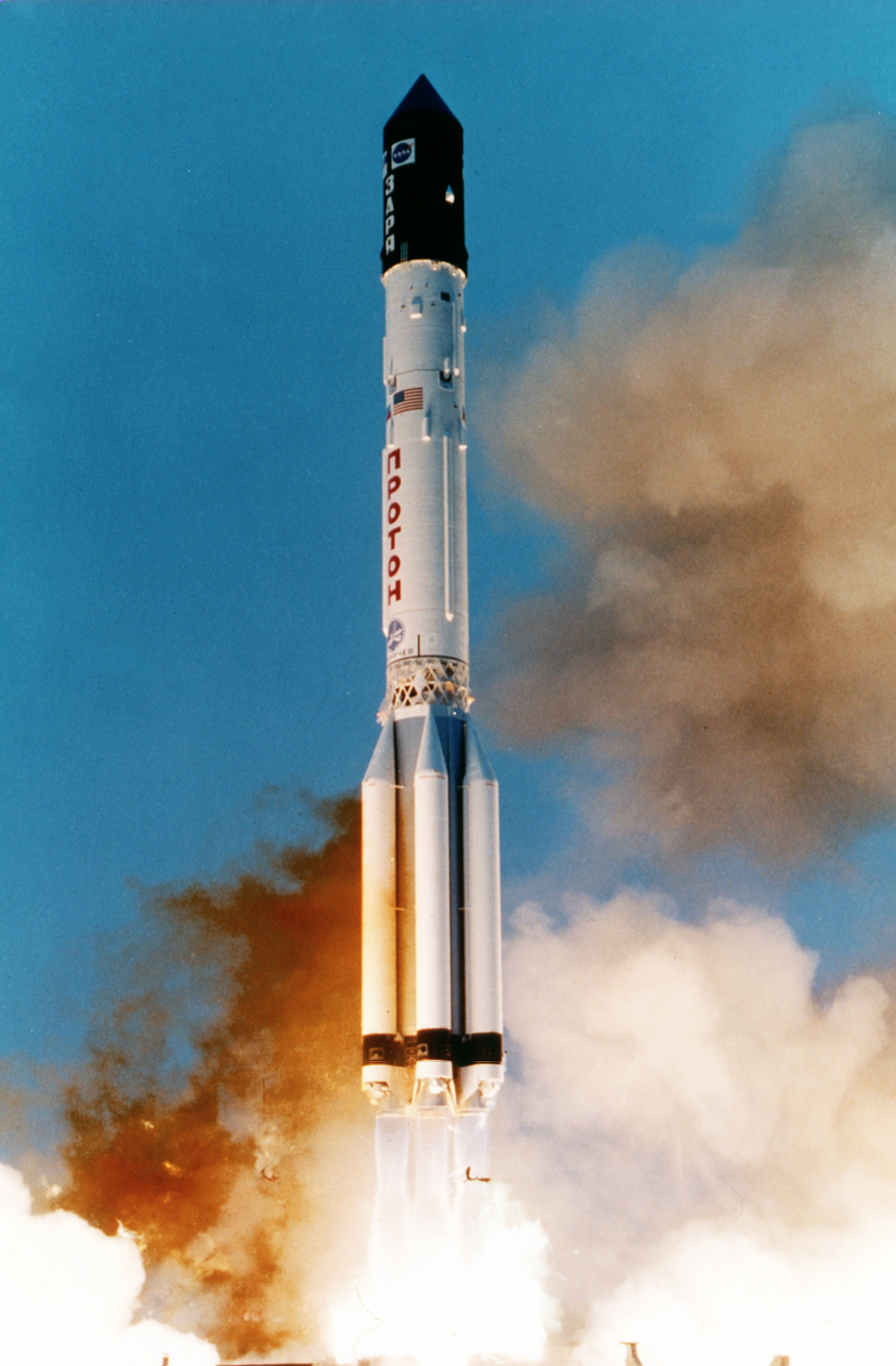
«Протон-К» с модулем «Заря» для МКС. 20 ноября 1998

За всё время своей эксплуатации РН «Протон-К» стартовала 310 раз, из которых 277 были полностью успешными (89 %). С учётом частично успешных пусков (не учитывая аварий разгонных блоков) надёжность этого варианта ракеты возрастает до 91 %.
РН «Протон-К» использовалась в 1967—1973 годах для запусков КА «Зонд», «Луна», «Марс» и «Космос», а также научной космической станции «Протон-4» и долговременных обитаемых станций «Салют-1» и «Салют-2». С 1974 года РН используется вместе с РБ ДМ, обладающим собственной системой управления. В этом варианте стали возможны запуски высокоорбитальных и геостационарных космических аппаратов различного назначения. РН «Протон-К» явилась важнейшей составляющей советской и позже российской программы исследования космического пространства. На ней были произведены следующие важные запуски:
- 10.03.1967 — первый пуск РН «Протон-К» с блоком Д и кораблем «Союз 7К-Л1». Этот пуск положил начало советской программе пилотируемого облёта Луны. Вследствие неотработанности РН «Протон-К» с блоком Д, из 11 попыток запусков РН «Протон-К» с 7К-Л1 только в шести пусках РН успешно отработала программу. Из этих пяти попыток только «Зонд-8» выполнил полностью успешный облёт Луны 11.08.1969 и возвращение на Землю[18];
- 26.03.1974 — первый запуск на ГСО макета КА «Радуга», отработка систем разгонного блока ДМ;
- 29.07.1974 — первый запуск на ГСО действующей связной станции «Молния-1С»;
- 22.12.1975 — первый запуск на ГСО КА «Радуга» Единой Системы Спутниковой Связи;
- 26.10.1976 — первый запуск ретранслятора «Экран» системы непосредственного телевизионного вещания;
- 19.12.1978 — первый запуск ретранслятора «Горизонт»;
- в 1976—1979 годах РН «Протон-К» было проведено три запуска парных космических аппаратов с целью отработки спускаемых КА «Космос-881», «Космос-882»; «Космос-997», «Космос-998» и «Космос-1100», «Космос-1101»;
- в 1978 году трёхступенчатая РН «Протон-К» совместно с техническим и стартовым комплексами была принята в серийную эксплуатацию;
- 12.10.1982 — запуск трёх навигационных спутников «Космос-1413», «Космос-1414» и «Космос-1415». Этим было положено начало развёртыванию Глобальной навигационной спутниковой системы (ГЛОНАСС);
- 20.02.1986 — запуск базового модуля «Мир», первого компонента космической станции «Мир»;
- 08.04.1996 — первый коммерческий запуск РН, с геостационарным спутником связи «Астра 1F»;
- 20.11.1998 — запуск модуля «Заря», первого модуля Международной космической станции (МКС) (во врезке на фотографии)[22].
- 12.07.2000 — запуск модуля «Звезда», третьего модуля МКС.

Всего было осуществлено 32 коммерческих запуска «Протон-К». Последний коммерческий запуск состоялся 6 июня 2003 года со спутником АМС-9.
Пуск последней РН этой серии был произведён 30 марта 2012 года для вывода на орбиту последнего спутника серии УС-КМО с помощью последнего РБ версии ДМ-2с . Пуск стал 310-м за почти 45 лет службы РН «Протон-К».

#### РН «Протон-М» (8К82КМ)
С 7 апреля 2001 года по 13 марта 2023 года РН «Протон-М» стартовала 115 раз, из которых 103 были полностью успешными (89,6 %). С учётом пусков, при которых сама ракета-носитель отработала штатно (то есть не учитывая случаев аварий разгонных блоков или отклонений в их работе — 7 инцидентов) надёжность этого варианта ракеты возрастает до 95,6 %. Значимые пуски:
- 07.04.2001 состоялся первый пуск модернизированной ракеты 8К82КМ «Протон-М» с цифровой системой управления и новым разгонным блоком 14С43 «Бриз-М». Это позволило увеличить полезную нагрузку при выведении на геостационарные орбиты. Первым «Протоном-М» был запущен последний КА серии «Экран-М»;
- 16.06.2004 была впервые опробована РН «Протон-М» первого этапа модернизации (Proton Breeze M, Phase I). В результате этой модернизации максимальная масса ПН выводимой на геопереходную орбиту была увеличена до 5645 кг. В этом пуске на орбиту был выведен спутник Intelsat 10-02 массой 5575 кг, рекордной для РН «Протон-М» на тот момент;
- 07.07.2007 была впервые использована РН второго этапа модернизации (Proton Breeze M, Phase II). На орбиту был успешно выведен спутник DirecTV-10 массой 5893 кг, рекордной для РН «Протон-М» на тот момент;
- 11.02.2009 была впервые использована РН третьего этапа модернизации (Proton Breeze M, Phase III). Впервые на геостационарную орбиту были запущены два спутника в одном пуске. Кроме того, на ГСО была выведена рекордная для ракет-носителей СССР/России полезная нагрузка весом около 3700 кг (спутники «Экспресс АМ-44» и «Экспресс МД-1»);[4]
- 16.07.2011 впервые на орбиту были выведены 2 спутника по новой для РН «Протон-М» схеме: первый спутник, SES 3, был штатно «оставлен» на геопереходной орбите, тогда как второй спутник, «КазСат-2», был напрямую доставлен на ГСО;
- 20.10.2011 на геопереходную орбиту был успешно выведен спутник ViaSat-1 массой 6740 кг, рекордной для РН «Протон-М» на тот момент[88];
- 02.07.2013 произошёл аварийный пуск РН «Протон-М» с тремя навигационными спутниками «Глонасс-М». После старта ракета потеряла устойчивость и рухнула на земную поверхность в 2,5 км от стартовой позиции, полностью разрушилась и сгорела; спутники уничтожены[89].
- 16.05.2014 произошёл аварийный пуск РН «Протон-М» с российским спутником связи. Сбой произошёл на 540-й секунде после старта из-за нештатной ситуации на этапе работы третьей ступени. «Протон-М» должна была вывести на орбиту самый мощный российский спутник связи «Экспресс-АМ4Р»[90]. В северных провинциях Китая упали объекты: как предполагается, это были части ракеты, запущенной накануне, не сумевшей выйти из атмосферы и упавшей в Тихий океан[91].
- 15.12.2014 400-й пуск РН «Протон» в истории с 1965 года (86 пуск РН «Протон-М»)[92].
- 09.06.2016 была впервые использована РН «Протон-М» четвёртого этапа модернизации (Proton Breeze M, Phase IV), отличающаяся повышенной грузоподъемностью[47][48][49].
- 08.06.2017 на геопереходную орбиту был успешно выведен спутник EchoStar 21 массой 6871 кг, рекордной для РН «Протон-М»[93][94].
- 17.08.2017 414-й пуск РН «Протон» в истории с 1965 года (100 пуск РН «Протон-М»)[95].
- 09.10.2019 осуществлён успешный запуск спутников Eutelsat 5 West B и Mission Extension Vehicle-1, выведение на целевые орбиты которых продолжалось 15 часов 54 минуты и стало рекордным на тот момент[96][97].
- 31.07.2020 осуществлён успешный запуск спутников «Экспресс-80» и «Экспресс-103», выведение на целевые орбиты которых продолжалось 18 часов 16 минут и стало рекордным за годы применения разгонного блока «Бриз-М»[98][99].
- 21.07.2021 осуществлён успешный запуск многофункционального лабораторного модуля «Наука»[100][101].
- 13.12.2021 осуществлен успешный запуск российских спутников связи «Экспресс-АМУ3» и «Экспресс-АМУ7» (оба на платформе «Экспресс-1000Н») с помощью разгонного блока Бриз-М[102][103].
- 12.10.2022 осуществлен успешный запуск ангольского спутника связи «Ангосат-2» (платформа «Экспресс-1000Н») с помощью разгонного блока ДМ-03[104][105].
- 05.02.2023 осуществлен успешный запуск российского гидрометеорологического спутника «Электро-Л» № 4 (платформа «Навигатор») с помощью разгонного блока ДМ-03[106][107].
- 13.03.2023 осуществлен успешный запуск российского спутника-ретранслятора Луч-5Х (платформа «Экспресс», спутник МКСР) с помощью разгонного блока Бриз-М[108].

### Планируемые пуски
| Список планируемых пусков РН «Протон-М» | Список планируемых пусков РН «Протон-М» | Список планируемых пусков РН «Протон-М» | Список планируемых пусков РН «Протон-М» | Список планируемых пусков РН «Протон-М» | Список планируемых пусков РН «Протон-М» | Список планируемых пусков РН «Протон-М»                         |
| Дата (UTC)                              | РБ                                      | Полезная нагрузка                       | Предназначение                          | Платформа                               | Оператор                                | Примечания                                                      |
| --------------------------------------- | --------------------------------------- | --------------------------------------- | --------------------------------------- | --------------------------------------- | --------------------------------------- | --------------------------------------------------------------- |
| Декабрь 2026 г.                         | Бриз-М                                  | «Экспресс-АМУ4»                         | Спутник связи                           | «Экспресс-1000»                         | «Космическая связь»                     |                                                                 |
| 2028                                    | −                                       | Научно-энергетический модуль (НЭМ)      | Модуль РОСС (ранее модуль МКС)          |                                         | Роскосмос                               | Принято решение о замене РН «Протон-М» на РН семейства «Ангара» |
| 2026                                    | Бриз-М                                  | «Ямал-501»                              | Спутник связи                           |                                         | «Газпром космические системы»           | КА «Ямал-501» призван заменить Ямал-402                         |
| 2024                                    | ДМ-03                                   | Луч-5ВМ                                 | Спутник связи                           | «Экспресс-1000»                         | «Спутниковая система „Гонец“»           | Есть контракт.                                                  |
| 2025                                    | ДМ-03                                   | Луч-5ВМ                                 | Спутник связи                           | «Экспресс-1000»                         | «Спутниковая система „Гонец“»           |                                                                 |

## Аварии
Начиная с 1967 года, было произведено 404 пуска РН «Протон». Из них 49 закончились неудачей во время работы первых трёх ступеней и разгонного блока.

#### Аварии в 1967—1970 годах
Самый аварийный период пришёлся на время отработки РН в условиях «лунной гонки» СССР-США в 1967—1970 годы. В это время проводились лётные испытания ракеты-носителя, разгонного блока Д, возвращаемого аппарата типа «Зонд», а также аппаратов семейства «Луна» и «Марс». 9 неудач произошло во время работы первый трёх ступеней РН «Протон»: пять — во время работы 2-й и 3-й ступеней, две — 1-й ступени, и по одной — по ложной команде системы безопасности и из-за разрушения головного обтекателя КА. Ещё четыре неудачи произошли вследствие отказов двигательной установки разгонного блока Д. В общем, поставленные задачи были выполнены только в 10 пусках из 25.
Трагически закончилась авария на космодроме в июле 1968 года. При подготовке к пуску космического корабля «Зонд-5Б», назначенному на 21 июля 1968 года, лопнул бак окислителя блока Д, частично разрушив головной обтекатель (ГО). Корабль 7К-Л1 с полуразрушенным ГО упал на несколько метров вниз и застрял на площадках фермы обслуживания; бак горючего блока Д с пятью тоннами керосина оторвался от фермы и упёрся в элементы третьей ступени ракеты. По одним данным, 1 человек погиб, один был ранен, по другим данным, погибло 3 человека.
К этому периоду также относится авария 19 февраля 1969 года, когда на 51,4 секунде полёта ракеты произошло разрушение головного обтекателя во время прохождения зоны максимального скоростного напора. В результате был потерян первый самоходный аппарат типа «Луноход». Другая опасная авария произошла 2 апреля 1969 года при запуске АМС «Марс», когда произошёл отказ одного из двигателей РД-253 на 0,02 секунде. На 41-й секунде полёта ракета врезалась носом в землю примерно в 3 км от стартовой установки. Стартовый комплекс практически не пострадал, но в близлежащем МИКе вылетели стёкла.

#### Аварии «Экранов»
В 1976 году началось развёртывание системы «Экран». Спутники этой серии предназначались для переброски центральных каналов на территорию Сибири и Дальнего Востока: приём вёлся на коллективную земную станцию, и затем программы ретранслировались на прилегающие окрестности. В 1978 году в результате серии из трёх аварий РН «Протон-К» были потеряны три спутника серии «Экран», предназначенные для замены уже существующих (хотя в промежутках между «Экранами» благополучно стартовали другие КА). Перебои в работе системы «Экран» привели к недовольству среди населения.

#### Аварии в постсоветское время
Несколько аварий произошло с РН «Протон» и в постсоветское время.
Так как поля падения отработавших ступеней находятся на территории Казахстана, каждый нештатный пуск вызывает негативную реакцию казахстанского правительства. В 1999 году РН «Протон» дважды падали в Карагандинской области (КА «Грань» и КА «Экспресс-А1»). Во время первой аварии один фрагмент РН упал на жилую территорию, но ничего не повредил. Тем не менее в степи возник пожар, вызванный разливом топлива центральной секции РБ «Бриз М». Топливо второй и третьей ступеней РН выгорело и испарилось при разрушении баков этих ступеней на высотах 28—30 км. Во время второй аварии обломки РН, РБ и спутника «Экспресс-А» упали в малонаселённом районе Карагандинской области Республики Казахстан. Пострадавших в результате аварий не было. Тем не менее, представители казахстанского правительства выступили с заявлением о желании Казахстана пересмотреть договор об аренде комплекса Байконур. Также были высказаны требования о переходе от уведомительной практики запусков к разрешительной. Некоторые депутаты парламента Казахстана потребовали запретить запуски российских военных КА с космодрома Байконур.

##### Череда аварий 2006—2015 годов
Начиная с декабря 2006 года с РН «Протон-М» произошли несколько серьёзных аварий, повлёкших потерю нескольких российских спутников>, а также одного иностранного спутника российского производства. Эта череда аварий вызвала серьёзный общественный резонанс и привела к увольнениям нескольких высокопоставленных чиновников, а также попыткам серьёзной перестройки российской космической индустрии.
Арабский спутник связи «Arabsat 4A» 28 февраля 2006 в результате аварии спутник связи арабской компании Arab Satellite, запущенный с космодрома Байконур с помощью российской ракеты-носителя «Протон-М», не был выведен на расчетную орбиту. Авария произошла из-за нештатной работы во время второго включения разгонного блока «Бриз-М» после удачного отделения всех ступеней ракеты и вывода аппарата на опорную орбиту, откуда должен осуществляться старт. Позже спутник был сведен с орбиты и затоплен.
Спутники ГЛОНАСС 6 сентября 2007 года РН «Протон-М» после неудачного запуска с космодрома «Байконур» упала в 40 км от города Жезказгана. Ситуацию усугубил тот факт, что в этот же день в городе находился казахстанский президент Нурсултан Назарбаев. Несмотря на быструю ликвидацию последствий экологической катастрофы, Казахстан потребовал от России компенсационную выплату в размере 60,7 млн $. Россия добилась снижения суммы компенсации до 2,5 млн $.
Американский спутник связи АМС-14. 15 марта 2008 года после старта с космодрома Байконур ракеты-носителя «Протон-М» с американским спутником связи AMС-14 на борту при втором включении маршевого двигателя разгонного блока, работа двигателя была прекращена на 130 секунд раньше расчетного времени, в результате чего космический аппарат не был выведен на расчетную орбиту. Отделение всех ступеней ракеты и первый запуск разгонного блока «Бриз-М» прошли в штатном режиме. Аппарат AMC-14 запускался с целью трансляции спутникового телесигнала на территорию США.
3 КА Глонасс-М. 5 декабря 2010 года ракета-носитель «Протон-М», которая должна была вывести на орбиту три спутника Глонасс-М, отклонилась от курса на 8 градусов. В результате этого спутники вышли на незамкнутую орбиту и упали в несудоходном районе Тихого океана. Авария не позволила закончить формирование российской навигационной группировки ГЛОНАСС: в случае успеха заработали бы 24 спутника, по восемь в трёх плоскостях. Причиной нештатного полёта явилось превышение массы разгонного блока ДМ-03 вследствие конструкторской ошибки в формуле расчёта дозы заправки жидкого кислорода в инструкции по эксплуатации системы контроля заправки (было залито чрезмерное количество топлива). В связи с аварией были уволены вице-президент и главный конструктор по средствам выведения РКК «Энергия» Вячеслав Филин и заместитель руководителя Роскосмоса Виктор Ремишевский. Руководителю Роскосмоса Анатолию Перминову был объялен выговор. Ущерб от потери спутников составил 2,5 млрд руб., не считая стоимости РН «Протон-М».
После этой аварии, а также после аварийного пуска КА «Гео-ИК-2» с помощью РН «Рокот», в апреле 2011 года ушёл с поста главы Роскосмоса Анатолий Перминов.
Экспресс АМ4. 18 августа 2011 года в результате аварии РБ «Бриз-М» был оставлен на неправильной орбите спутник связи Экспресс АМ4 российского спутникового оператора ГПКС. Параметры орбиты (i = 51,23°, апогей — 20 294 км, перигей — 995 км) не позволили спасти спутник с помощью собственных двигателей.
Экспресс АМ4 должен был стать самым мощным спутником связи в Европе. По словам министра связи России Игоря Щеголева, Экспресс АМ4 являлся «выдающимся по своим параметрам телекоммуникационным спутником не только для России, но и для всего мира». Кроме всего прочего, российская государственная компания ФГУП РТРС с его помощью собиралась осуществить переход с аналогового на цифровое ТВ. Стоимость создания и запуска спутника предположительно составила около 10 млрд рублей. Спутник был застрахован на 7,5 млрд рублей в страховой компании «Ингосстрах».
Телком-3 и Экспресс МД2. 6 августа 2012 года в результате аварии РБ «Бриз-М» были оставлены на неправильных орбитах спутник связи Экспресс МД2 российского спутникового оператора ГПКС (который предназначался для частичной замены потерянного ранее «Экспресс-АМ4»), а также индонезийский спутник связи Телком-3 российского производства. Из-за слишком низкой орбиты спутники были признаны потерянными. Причиной аварии была признана производственная проблема: произошло засорение магистрали наддува дополнительных топливных баков горючего «Бриза-М».
Ущерб от аварии оценивается в 5—6 млрд рублей, не учитывая того, что оба спутника были застрахованы, из них Экспресс МД2 на 1,2 млрд рублей.
После этой аварии президент РФ Владимир Путин освободил Владимира Нестерова от должности гендиректора Космического центра им. М. В. Хруничева.
Ямал-402. 8 декабря 2012 года авария с РБ «Бриз-М». В ходе выведения КА «Ямал-402» российского оператора «Газпром космические системы» процедура отстыковки от разгонного блока «Бриз-М» произошла на 4 минуты раньше расчётного времени, и спутник был оставлен на орбите ниже расчётной. Тем не менее, «Ямал-402» достиг рабочей орбиты, используя свои собственные двигатели. Так как для проведения дополнительных манёвров была истрачена часть горючего, предназначенного для коррекции орбиты, «Ямал-402» сможет проводить коррекции орбиты в течение лишь 11,5 лет вместо ожидавшихся 19. Это также меньше первоначального срока активного существования спутника, который был равен 15 годам. В связи с этим «Газпром космические системы» получил €73 млн страхового возмещения за последствия сбоя при запуске спутника.
3 КА Глонасс-М. 2 июля 2013 года после старта РН «Протон-М» с разгонным блоком ДМ-03 произошли авария и падение РКН на ~32,682 с полёта на территории космодрома приблизительно в 2,5 км от стартового комплекса. В этот момент в ракете находилось около 600 тонн компонентов топлива, большая часть которых сгорела при взрыве. Жертв и разрушений нет. Пуск ракеты и её крушение в прямом эфире показал телеканал «Россия-24». Ущерб от аварии оценивается в 4,4 млрд рублей, так как этот пуск не был застрахован. После аварии была создана аварийная комиссия под руководством заместителя главы Федерального космического агентства Александра Лопатина. Комиссия пришла к выводу, что причиной аварии РН «Протон-М» стала неправильная установка датчиков угловых скоростей по каналу рыскания при сборке ракеты в ноябре 2011 года. Три датчика из шести были перевёрнуты на 180 градусов, что привело к получению системой управления ракеты некорректных данных о её ориентации. Так как датчики технологически сложно установить неправильно, их закрепили с применением силы, после того как не смогли установить в соответствии с инструкцией
. Комиссия установила также, что при проведении пуска РКН формирование сигнала «Контакт подъёма» произошло до фактического схода РКН с опор пускового устройства, на 0,4 с раньше расчётного времени. Тем не менее, это не стало причиной аварии. В связи с аварией Председатель Правительства Российской Федерации Дмитрий Медведев 2 августа 2013 года объявил выговор главе Роскосмоса Владимиру Поповкину за ненадлежащее выполнение своих обязанностей.
Экспресс АМ4P. 16 мая 2014 года после 530-й секунды полёта на ракете-носителе возникла нештатная ситуация, после чего репортаж полёта был прекращён. Комиссия по расследованию причин падения установила, что причиной аварии стало разрушение подшипника в турбонасосном агрегате.
Аварии 2013—2014 годов привели к негативным последствиям не только для космической и телекоммуникационной, но и для страховой отрасли — тарифы на перестрахование рисков при запусках «Протон-М» превысили аналогичные для ракет-носителей «Ариан». Для повышения надёжности страхования Минфин РФ выделил Роскосмосу на 2014 год дополнительно 1,7 млрд руб.
Mexsat 1. 16 мая 2015 года состоялся запуск РН «Протон-М» с целью вывода на геостационарную орбиту мексиканского телекоммуникационного спутника. На 497 секунде полёта отказали рулевые двигатели третьей ступени. В результате все элементы ракеты и спутника сгорели в атмосфере, жертв и разрушений нет. Запуск был застрахован мексиканской стороной. Создана комиссия во главе с первым замом руководителя Роскосмоса Александром Ивановым. До выяснения обстоятельств крушения все запуски ракет «Протон-М» приостановлены.

### Использование в будущем

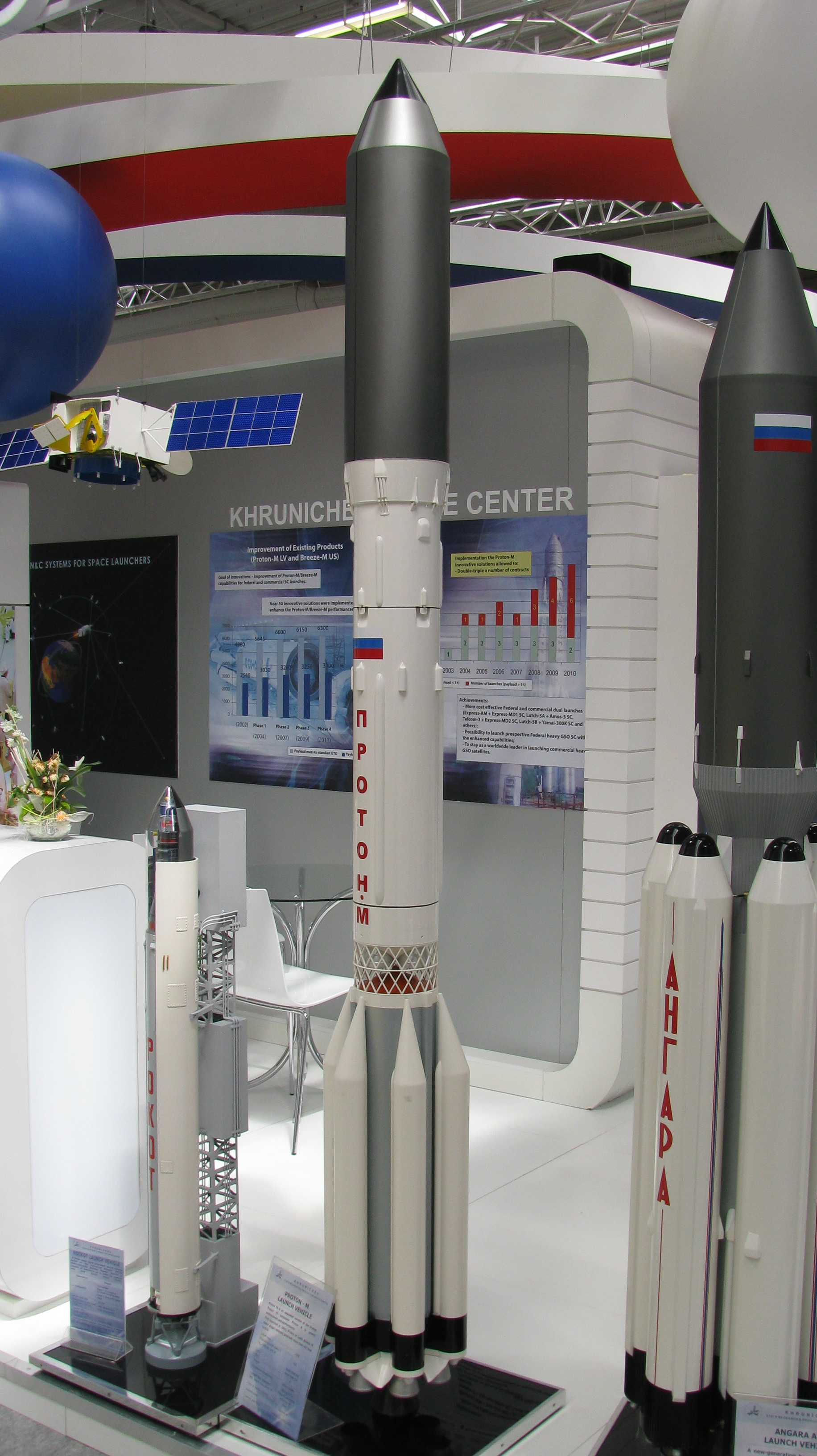
Модель РН «Протон-М» с 5-метровым головным обтекателем на Парижском Авиашоу, 2011

В июне 2013 года предполагалось, что ракета-носитель «Протон-М» будет полностью заменена на РН «Ангара», которая также будет изготовляться в ГКНПЦ им. М. В. Хруничева. Первый запуск «Ангары-5», первоначально намеченный на 2013 год состоялся 23 декабря 2014 года. Полный вывод «Протон-М» из эксплуатации возможен не ранее, чем будет принята в оперативное использование «Ангара А5».
Отказ от использования «Протона» обусловлен несколькими причинами:
- Стартовый комплекс для ракеты существует только на космодроме «Байконур», который находится за пределами Российской Федерации. Ракета-носитель «Ангара» будет стартовать с космодромов, расположенных на территории России («Плесецк», «Восточный»);
- Изготовление некоторых частей РН «Протон» производится за рубежом, что неприемлемо для основного заказчика РН «Протон-М», которым является Министерство Обороны РФ. Ракетный комплекс «Ангара» полностью спроектирован и изготовляется российскими предприятиями;
- РН «Протон» использует высокотоксичное топливо (АТ + НДМГ). Поля падения РН «Протон-М» находятся в Казахстане, и после каждого аварийного пуска приходится проводить дорогостоящие очистки территории. В «Ангаре» будет использовано экологически менее опасное топливо на основе керосина, окислителем будет выступать жидкий кислород;
- Тяжёлый вариант РН «Ангара» — «Ангара-5» — должен быть проще и дешевле РН «Протон-М» (в основном из-за того, что у неё меньше двигателей, самого дорогого компонента РН)[169].

Тем не менее задержки в разработке РН «Ангара» означают, что РН «Протон-М» будет продолжать использоваться ещё в течение некоторого времени. Годом вывода из эксплуатации был назван 2026 год.
В мае 2022 генеральный директор Центра им. М. В. Хруничева Алексей Варочко сообщил, что с учётом декабрьского запуска осталось 13 запусков РН «Протон-М», для которых осталось произвести 4 РН.

#### Кислородно-водородный разгонный блок
Начиная с 1990-х годов в ГКНПЦ им. М. В. Хруничева велись работы по кислородно-водородному разгонному блоку (КВРБ), так как это позволило бы значительно увеличить массу полезного груза на высоких орбитах. В результате был успешно разработан двигатель РД-0146, и даже началось изготовление деталей и отдельных блоков этого РБ. Однако, так как КВРБ заметно больше, чем РБ ДМ или «Бриз-М», и должен использоваться с 5-метровым головным обтекателем, такие аспекты, как аэродинамика РН, система управления, программное обеспечение и даже часть электроники, должны быть модернизированы. Кроме того, в настоящее время стартовая площадка не подготовлена для заправки РБ криогенным топливом (жидким водородом). Это означает, что для достижения этих целей потребуются серьёзные финансовые вливания, которые сейчас сконцентрированы на создании РН «Ангара». В связи с этим, работы в этом направлении были приостановлены, а сами блоки переименованы в КВТК (Кислородно-водородный тяжёлого класса) и оптимизированы для использования в новой РН «Ангара».

## Оценка проекта

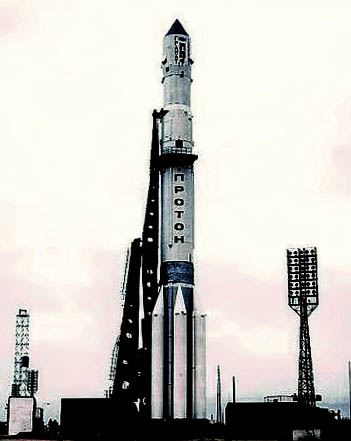
«Протон-К» с орбитальной обсерваторией «Гранат» на стартовом столе, 1989

Разработка ракеты-носителя «Протон» явилась одной из основных программ в советской космонавтике. Несмотря на череду неудач в первые годы своего существования, наряду с «семёркой» (РН «Восток», РН «Союз» и др.), РН «Протон» стала одной из наиболее используемых ракет-носителей в советской и позже в российской космонавтике. Со временем первоначальные ошибки конструкции были отработаны, и в настоящее время «Протон» является одним из самых надёжных носителей из когда-либо созданных.
За последние почти полвека разные модификации РН «Протон» совершили более 360 стартов, и с её помощью были запущены более 40 типов различных космических аппаратов народно-хозяйственного, научного и оборонного назначения.
Прежде всего, РН «Протон» широко применялась в советской и российской пилотируемой программах. В конце 1960-х — начале 1970-х годов РН «Протон» отрабатывалась в программе пилотируемого облёта Луны Л-1/«Зонд», а в конце 1970-х — начале 1980-х годов предполагалась носителем проектировавшегося многоразового пилотируемого корабля ЛКС. После закрытия программы разработки ракеты-носителя Н-1 она стала единственным из советских средств выведения на орбиту, обеспечивающих запуск тяжёлых модулей массой более 8 т, а с разработкой РН средне-тяжёлого класса Зенит-2 к 1985 году — более 14 т. С её помощью были выведены на орбиту долговременные обитаемые станции «Салют», в том числе гражданские ДОС и военные «Алмаз», беспилотные космические корабли-модули ТКС к этим станциям, а также блоки-модули для сборки на орбите многомодульной станции «Мир» (базовый блок и все модули — «Квант-1», «Квант-2», «Кристалл», «Спектр» и «Природа»). РН «Протон» стала основным средством выведения российской стороны в проектe создания Международной космической станции («Протон» вывел на орбиту модули «Заря», «Звезда», «Наука»).
В непилотируемой космонавтике использование новых телекоммуникационных спутников, запуск которых стал возможен с помощью РН «Протон», явилось важным шагом для развития телевидения, телефонии и спутниковой связи в СССР и России. «Протоном» были запущены спутники систем «Экран», «Экран-М», «Горизонт», «Галс» и «Экспресс». Ни один другой советский носитель не обладал достаточной энергетикой для доставки этих телекоммуникационных спутников напрямую на ГСО.
РН «Протон» также служила и для построения оборонных систем и систем двойного назначения. С её помощью была развёрнута часть Единой Системы Спутниковой Связи (ЕССС) на базе космических аппаратов «Радуга», «Радуга-1» и «Радуга-1М» (часть ЕССС, состоящая из КА «Молния-2» и «Молния-3», на высокоэллиптических орбитах была развёрнута с помощью РН «Молния»). Кроме того, РН «Протон» выводила на ГСО различные спутники-ретрансляторы систем «Луч», «Поток», и в настоящее время начинается развёртывание системы «Гарпун». В добавление к этому, начиная с 1980-х годов, РН «Протон» участвует в развёртывании глобальной навигационной спутниковой системы «ГЛОНАСС» на базе КА серий «Ураган» и «Ураган-М», запускаемых по три аппарата на одном «Протоне».
В сфере научных исследований Солнечной системы с помощью РН «Протон», начиная с конца 1960-х годов, были выведены все советские и российские автоматические межпланетные станции для научных исследований Луны, Венеры, Марса, Фобоса, кометы Галлея и др. Запущенными на РН «Протон» высокоорбитальными аппаратами «Астрон» и «Гранат» (на фотографии) проводилось исследование дальнего космоса в ультрафиолетовом, гамма и рентгеновском диапазонах.
Несмотря на то, что РН «Протон» была разработана в начале 60-х годов, ракета-носитель успешно конкурировала с аналогичными иностранными РН до середины 2010-х годов. Так, по коммерческим программам компании ILS, на октябрь 2011 года РН «Протон» использовалась 68 раз начиная с первого полёта в 1996 году. До 2013 года ежегодно производилось по 10—12 стартов этой РН, в то время как для иностранных РН тяжёлого класса эта цифра не превосходит шести пусков Начиная с 2014 года число пусков РН «Протон» неуклонно снижалось и в 2017 году ракета была использована только четыре раза.
В сентябре 2019 года генеральный директор Центра им. Хруничева Алексей Варочко сообщил, что до конца 2021 года будет изготовлено 11 ракет «Протон-М», после чего производство будет прекращено.

### Аналоги
В данный момент в мире существует несколько ракет-носителей тяжёлого класса, сравнимых по характеристикам с РН «Протон-М». Ниже, в таблице «Сравнение характеристик РН тяжёлого класса», приведены основные характеристики последних модификаций этих РН.
Надо заметить, что все перечисленные РН используют космодромы, расположенные значительно ближе к экватору, чем Байконур. Это даёт им преимущество в массе полезной нагрузки на различных орбитах. Кроме того, большинство зарубежных РН используют жидкий водород в качестве топлива на верхних ступенях, удельный импульс которого заметно выше (450 с против 320 с у гептила). Это позволяет им выводить значительно бо́льшую нагрузку на высокие орбиты (ГПО, ГСО и отлётные), но в то же время заметно удорожает стоимость пуска. Тем не менее, несмотря на эти недостатки, а также являясь наследником более чем 50-летней конструкции, «Протон-М» превосходит многие РН по массе полезного груза на низкой опорной орбите. В то же время, с 2016 года стоимость вывода грузов РН Falcon 9 в версии FT стала дешевле запусков «Протона».
| Сравнение характеристик РН тяжёлого класса | Сравнение характеристик РН тяжёлого класса | Сравнение характеристик РН тяжёлого класса | Сравнение характеристик РН тяжёлого класса | Сравнение характеристик РН тяжёлого класса | Сравнение характеристик РН тяжёлого класса | Сравнение характеристик РН тяжёлого класса | Сравнение характеристик РН тяжёлого класса | Сравнение характеристик РН тяжёлого класса | Сравнение характеристик РН тяжёлого класса | Сравнение характеристик РН тяжёлого класса | Сравнение характеристик РН тяжёлого класса |
| Ракета-носитель | Страна                                     | Первый полёт                               | Кол-во пусков в год (всего)                | Широта СК                                  | Стартовая масса, т                         | Масса ПН, т                                | Масса ПН, т                                | Масса ПН, т                                | Диаметр ГО, м                              | Успешных пусков, %                         | Цена пуска, млн $                          |
| Ракета-носитель | Страна                                     | Первый полёт                               | Кол-во пусков в год (всего)                | Широта СК                                  | Стартовая масса, т                         | НОО                                        | ГПО                                        | ГСО                                        | Диаметр ГО, м                              | Успешных пусков, %                         | Цена пуска, млн $                          |
| --- | ------------------------------------------ | ------------------------------------------ | ------------------------------------------ | ------------------------------------------ | ------------------------------------------ | ------------------------------------------ | ------------------------------------------ | ------------------------------------------ | ------------------------------------------ | ------------------------------------------ | ------------------------------------------ |
| «Протон-М» — «Бриз-М» | Флаг России                                | 2001                                       | 1—12 (99)                                  | 46°                                        | 705                                        | 23                                         | 6,35                                       | 3,25                                       | 4,35                                       | 91,3                                       | 69—95                                      |
| «Зенит-3SL» | Флаг Украины                               | 1999                                       | 4—5 (36)                                   | 0°                                         | 473                                        | 13,7                                       | 6,06                                       | 2,6                                        | 4,15                                       | 88,88                                      | 80                                         |
| Ariane 5 ECA | Флаг ЕС                                    | 2002                                       | 3—7 (81)                                   | 5°                                         | 780                                        | 20                                         | 10                                         |                                            | 5,4                                        | 97,53                                      | 220                                        |
| Delta IV Heavy | Флаг США                                   | 2004                                       | 1 (13)                                     | 35° и 28°                                  | 732                                        | 23                                         | 10,75                                      | 6,57                                       | 5,1                                        | 97,61                                      | 265                                        |
| Delta IV M+(5,4) | Флаг США                                   | 2009                                       | 2—3 (8)                                    | 35° и 28°                                  | 399                                        | 13,5                                       | 5,5                                        | 3,12                                       | 5,1                                        | 97,61                                      | 170                                        |
| Atlas V 521 | Флаг США                                   | 2003                                       | 2 (2)                                      | 35° и 28°                                  | 419                                        | 13,49                                      | 4,88                                       | 2,63                                       | 5,4                                        | 98,92                                      | 160                                        |
| Atlas V 551 | Флаг США                                   | 2006                                       | 1—2 (12)                                   | 35° и 28°                                  | 541                                        | 18,8                                       | 6,86                                       | 3,90                                       | 5,4                                        | 98,92                                      | 190                                        |
| Falcon 9 block 5 | Флаг США                                   | 2018                                       | 91 (229)                                   | 35° и 28°                                  | 549                                        | 17,6                                       | 5,5—8,3                                    |                                            | 5,2                                        | 100                                        | 67                                         |
| Falcon Heavy | Флаг США                                   | 2018                                       | 5 (10)                                     | 28°                                        | 1421                                       | 63,8                                       | 8,0—26,7                                   |                                            | 5,2                                        | 100                                        | 97—150                                     |
| H-IIB | Флаг Японии                                | 2009                                       | 2 (9)                                      | 30°                                        | 531                                        | 19                                         | 8                                          |                                            | 5,1                                        | 100                                        | 182                                        |
| CZ-3B | Флаг Китайской Народной Республики         | 1996                                       | 4—11 (75)                                  | 28°                                        | 426                                        | 11,2                                       | 5,1                                        | 2                                          | 4,2                                        | 94,66                                      | 50—70                                      |
| CZ-5 | Флаг Китайской Народной Республики         | 2016                                       | 1—3 (9)                                    | 19,6°                                      | 687                                        | 20                                         | 14                                         | 4,5                                        | 5,2                                        | 88,89                                      |                                            |
| \| Примечания \| \| ------------------------------------------------------------------------------------------------------------------------------------------------------------------------------------------------------------------------------------------------------------------------------------------------------------------------------------------------------------------------------------------------------------------------------------------------------------------------------------------------------------------------------------------------------------------------------------------------------------------------------------------------------------- \| \| 1. ↑ данные на октябрь 2012 года или позднее 2. ↑ остаточная ΔV до ГСО 1500 м/с 3. ↑ «Зенит-2SLБ», старт с «Байконура» 4. ↑ «Зенит-3SLБФ», старт с «Байконура» 5. 1 2 всего был произведено 42 пуска Delta IV различных модификаций 6. 1 2 орбита МКС (407 x 407 км) 7. 1 2 3 4 рассчитано на основе данных пусков всех вариантов ракеты-носителя 8. 1 2 всего было произведено 87 пусков РН Atlas V различных модификаций 9. ↑ 17,6 т для НОО 500 км с обычным обтекателем и возвратом нижней ступени (запуски Starlink) 10. ↑ 5,5 т для ГПО-1800 с возвратом ступени; для ГПО-1500 ≈ 4,5—7,0 т соответственно 11. ↑ 8,0 т для ГПО-1800 с возвратом ступеней \| |                                            |                                            |                                            |                                            |                                            |                                            |                                            |                                            |                                            |                                            |                                            |
| Примечания |                                            |                                            |                                            |                                            |                                            |                                            |                                            |                                            |                                            |                                            |                                            |
| 1. 2. 3. 4. 5. 6. 7. 8. 9. 10. 11. |                                            |                                            |                                            |                                            |                                            |                                            |                                            |                                            |                                            |                                            |                                            |

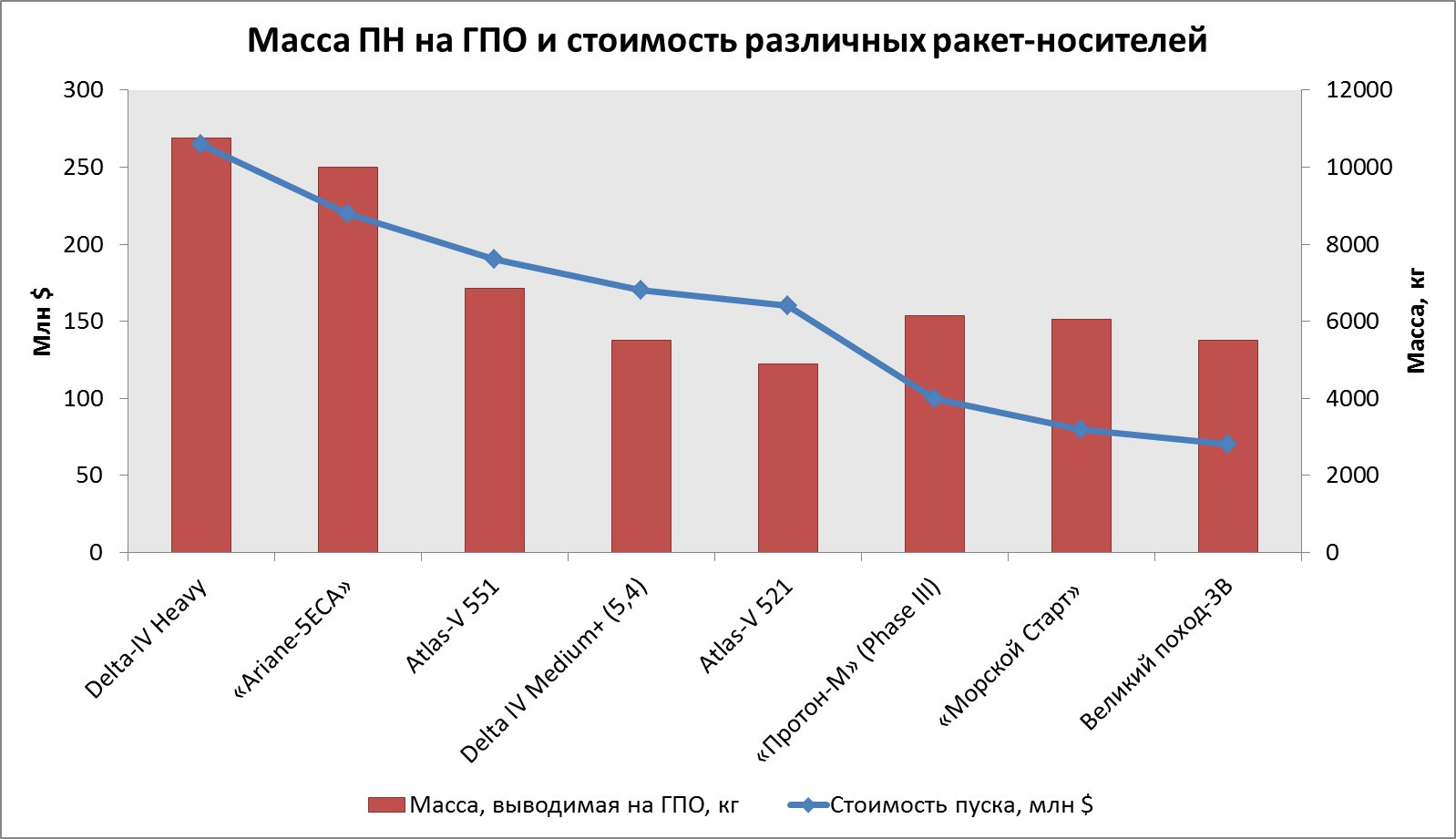
Масса ПН на ГПО и стоимость различных ракет-носителей

Хотя все упомянутые ракеты тяжёлого класса могут считаться конкурентами, не все ими являются, так как не в состоянии конкурировать с РН «Протон-М» по ряду аспектов: по цене пуска, по массе полезного груза, выводимой на ГПО, по стоимости килограмма полезного груза на орбите и по возможности производить достаточное количество РН в течение года.
Основными конкурентами РН «Протон-М» по цене и по выводимой полезной нагрузке являются американская РН Falcon 9, европейская ракета тяжёлого класса «Ариан-5» компании «Арианэспас» и международный проект «Морской старт» с РН средне-тяжёлого класса «Зенит». Кроме того, конкурентами по массе полезной нагрузки, выводимой на орбиту, могут считаться американские носители «Атлас-5» и «Дельта-4», а также японский носитель «H-IIB». Тем не менее стоимость последних трёх упомянутых РН значительно превышает стоимость РН «Протон-М», и поэтому они фактически не конкурируют с «Протоном» на рынке коммерческих запусков.
Другим потенциальным конкурентом является также китайская РН средне-тяжёлого класса «Чанчжэн-3B», но из-за запрета наложенного США на экспорт американской высокотехнологичной продукции в Китай («Международные правила торговли оружием»), в настоящее время эта РН используется очень мало.

#### Ариан-5
РН «Ариан-5» производит и эксплуатирует компания «Арианспейс». В 2011 году компания являлась лидером по запускам коммерческих спутников, ей принадлежало около 50—60 % этого рынка. Пуски «Ариан-5» происходят с космодрома Куру, который расположен всего лишь в 500 км от экватора, что позволяет выводить на геостационарную орбиту полезную нагрузку на 27 % большей массы, чем с космодрома Байконур. Хотя РН «Ариан-5» (вариант «Ариан-5 ECA») стоит более чем вдвое дороже, чем РН «Протон-М» — «Бриз-М» (около $220 млн), она имеет большую грузоподъёмность, чем «Протон», и обычно выводит на ГПО по два спутника за один пуск, общей массой до 9300 кг. В таких случаях заказчики разделяют стоимость запуска, что позволяет «Ариан-5» конкурировать с РН «Протон». В то же время это вынуждает проводить подбор подходящих пар спутников и может приводить к задержкам в пусках (вплоть до полугода). Распространение электрореактивных двигателей коррекции орбиты несколько снизило массу современных спутников, увеличив привлекательность схемы сдвоенного пуска.

#### Морской старт
«Морской старт» — плавучий космодром для запуска украинских ракет «Зенит-3SL» и одноимённый международный консорциум по эксплуатации космодрома «Морской старт», в настоящее время контролируемый РКК «Энергия». Производит старты со стартовой платформы «ODYSSEY» с экватора, откуда РН «Зенит-3SL» способна выводить на геопереходную орбиту почти такую же ПГ (6060 кг), что и РН «Протон-М» из Байконура. Однако возможности по выводу полезной нагрузки на низкую околоземную орбиту у средне-тяжёлого «Зенита» существенно ниже (примерно на девять тонн), чем у тяжёлого «Протона».
РН «Зенит-3SL» конструктивно проще РН «Протон-М» и поэтому дешевле. До 2009 года стоимость запуска при использовании «Морского старта» составляла всего 45 млн $, что, однако, привело к банкротству консорциума и реструктуризации. 24 сентября 2011 года «Морской старт» совершил свой первый пуск после реструктуризации, после которой стоимость запуска оценивалась уже в 80 млн $ в 2010 году, что сопоставимо со стоимостью запуска на РН «Протон».

### Сравнение РН «Протон-М» с РН «Ангара» и «Союз-2»
| Ракета-носитель | «Ангара-1.1»  | «Ангара-1.2»    | «Ангара-А3»      | «Ангара-А3»      | «Ангара-А5»      | «Ангара-А5»      | «Ангара-А5В»      | «Ангара-А5В»      | «Союз-2.1в»     | «Союз-2.1б» | «Протон-М»         |
| Первая ступень | УРМ-1, РД-191 | УРМ-1, РД-191   | 2×УРМ-1, РД-191  | 2×УРМ-1, РД-191  | 4×УРМ-1, РД-191  | 4×УРМ-1, РД-191  | 4×УРМ-1, РД-191   | 4×УРМ-1, РД-191   | НК-33, РД-0110Р | РД-107А     | 6×РД-276           |
| Вторая ступень | —             | УРМ-2, РД-0124А | УРМ-1, РД-191    | УРМ-1, РД-191    | УРМ-1, РД-191    | УРМ-1, РД-191    | УРМ-1, РД-191     | УРМ-1, РД-191     | РД-0124         | РД-108А     | 3×РД-0210, РД-0211 |
| Третья ступень | —             | —               | УРМ-2, РД-0124АП | УРМ-2, РД-0124АП | УРМ-2, РД-0124АП | УРМ-2, РД-0124АП | УРМ-3В, 2×РД-0150 | УРМ-3В, 2×РД-0150 | —               | РД-0124     | РД-0213, РД-0214   |
| Разгонный блок | «Бриз-КС»     | —               | «Бриз-М»         | КВСК             | «Бриз-М»         | Блок ДМ          | Блок ДМ           | КВТК              | «Волга»         | «Фрегат»    | «Бриз-М»           |
| Высота (максимальная), м | 34,9          | 41,5            | 45,8             |                  | 55,4             |                  | 64,0              |                   | 44,0            | 46,0        | 58,2               |
| Стартовая масса, т | 149           | 171             | 480              |                  | 773              |                  | 820               |                   | 160             | 313         | 705                |
| Тяга (на уровне земли), тс | 196           | 196             | 588              | 588              | 980              | 980              |                   |                   |                 |             | 1000               |
| Полезная нагрузка на НОО, т | 2,0           | 3,5             | 14,0             | 14,0             | 24,5             | 24,5             | 37,5              | 37,5              | 3,3             | 8,7         | 23,0               |
| Полезная нагрузка на ГПО, т | —             | —               | 2,4              | 3,6              | 5,4              | 7,0              |                   | 13,0              | —               | 2,0         | 6,35—7,1           |
| Полезная нагрузка на ГСО, т | —             | —               | 1,0              | 2,0              | 2,8              | 3,6              | 5,5               | 8,0               | —               | —           | 3,7                |
| \| Примечания \| \| ----------------------------------------------------------------------------------------------------------------- \| \| 1. ↑ уменьшенный 2. 1 2 3 4 5 6 пуск с космодрома «Плесецк» 3. 1 2 3 4 5 6 7 8 9 10 пуск с космодрома «Восточный» \| |               |                 |                  |                  |                  |                  |                   |                   |                 |             |                    |
| Примечания |               |                 |                  |                  |                  |                  |                   |                   |                 |             |                    |
| 1. 2. 3. |               |                 |                  |                  |                  |                  |                   |                   |                 |             |                    |

### Критика РН «Протон»
Наиболее часто критикуемым аспектом конструкции РН «Протон» является его топливо: несимметричный диметилгидразин (НДМГ или «гептил») является высокотоксичным канцерогенным веществом, которое требует особо осторожного обращения. Поражение НДМГ возможно в результате вдыхания паров или проникновения через кожу. При лёгком отравлении симптомами могут быть головная боль, тошнота, головокружение, повышение артериального давления и др. В этом случае возможно полное выздоровление через 5—6 дней после отравления. При более сильном отравлении выздоровление может занять две недели. В худшем случае отравление гептилом может вызвать многочасовые судороги, потери сознания, отёк лёгких и др. и в результате привести к смерти.
Кроме того, при падении отработавших ступеней остатки горючего (в случае с «Протон-К» более двух тонн гептила) загрязняют почву на месте падения, что требует проведения дорогостоящих мероприятий по очистке территории: при проникновении в почву гептил, благодаря своей стабильности, сохраняется там долгое время и способен мигрировать по профилю почвы. При этом поражённая растительность приобретает вид «варёной» зелени. Окислитель, используемый в РН «Протон», тетраоксид азота, токсичен и может загрязнять нитратами и нитритами почву и воду.
Достаточно многочисленные аварии РН «Протон» наносят ещё больший ущерб: в этом случае тонны НДМГ выливаются на почву в месте падения. Помимо загрязнения, это приносит и другие проблемы, например, казахстанская сторона требует денежных компенсаций и пересмотра графика пусков. Так, в 2007 году, РН «Протон-М» упала в 40 км от города Жезказган. После жёстких переговоров с казахстанской стороной Россия выплатила 2,5 млн $ за очистку территории от гептила. При этом Астана запрашивала 60,7 млн $ и требовала сокращения числа пусков, что могло привести к нарушению существующих коммерческих соглашений. После аварии июля 2013 года Астана прямо потребовала переноса очередного, сентябрьского, запуска, ссылаясь на недостаточную очистку места падения ракеты. Роскосмос был вынужден пересматривать сроки коммерческого пуска менее чем за 10 дней до планируемой даты.
Другим недостатком гептила является относительно низкий удельный импульс (288—330 с), делающий его менее привлекательным для верхних ступеней двигателей. Для сравнения, криогенное топливо (жидкий водород) обеспечивает удельный импульс порядка 450 с, что позволяет добиться лучших результатов по массе полезной нагрузки.